# Saint-Michel-Chef-Chef
Pour les articles homonymes, voir Saint-Michel.
Saint-Michel-Chef-Chef est une commune de l'Ouest de la France, située dans le département de la Loire-Atlantique, en région Pays de la Loire.
Ses habitants, appelés les Michelois, étaient au nombre de 5520 au recensement de 2022 .
La commune de Saint-Michel-Chef-Chef inclut la station balnéaire de Tharon-Plage et est aussi connue comme siège de la Biscuiterie Saint-Michel, qui produit notamment la « galette Saint-Michel ».

## Géographie

### Situation

Situation de la commune de Saint-Michel-Chef-Chef dans le département de la Loire-Atlantique

La commune fait partie de la Bretagne historique, dans le pays traditionnel du pays de Retz et dans le pays historique du Pays nantais.
Saint-Michel-Chef-Chef est située sur la côte de Jade, à 17 km au sud de Saint-Nazaire via la Route bleue et 50 km à l'ouest de Nantes, à l'extrémité occidentale du pays de Retz.

### Communes limitrophes
Les communes limitrophes sont La Plaine-sur-Mer, Pornic, Saint-Brevin-les-Pins et Saint-Père-en-Retz.
| Océan Atlantique  | Saint-Père-en-Retz     |        |
| Océan Atlantique  | Saint-Michel-Chef-Chef | Pornic |
| La Plaine-sur-Mer | Pornic                 | Pornic |

### Géographie physique
On y trouve trois cours d'eau : le Calais, le Tharon et le Berno.

### Géographie humaine
La station balnéaire de Tharon-Plage détient le pavillon bleu depuis quelques années déjà. Ses plages sont un lieu idéal pour la pêche à pied.

### Climat
Pour des articles plus généraux, voir Climat des Pays de la Loire et Climat de la Loire-Atlantique.
En 2010, le climat de la commune est de type climat océanique franc, selon une étude du CNRS s'appuyant sur une série de données couvrant la période 1971-2000. En 2020, Météo-France publie une typologie des climats de la France métropolitaine dans laquelle la commune est exposée à un climat océanique et est dans la région climatique  Bretagne orientale et méridionale, Pays nantais, Vendée, caractérisée par une faible pluviométrie en été et une bonne insolation. 
Pour la période 1971-2000, la température annuelle moyenne est de 12,2 °C, avec une amplitude thermique annuelle de 12,8 °C. Le cumul annuel moyen de précipitations est de 808 mm, avec 12,9 jours de précipitations en janvier et 6,4 jours en juillet. Pour la période 1991-2020, la température moyenne annuelle observée sur la station météorologique de Météo-France la plus proche, « Pte de Chemoulin », sur la commune de Saint-Nazaire à 12 km à vol d'oiseau, est de 13,1 °C et le cumul annuel moyen de précipitations est de 595,3 mm,. Pour l'avenir, les paramètres climatiques de la commune estimés pour 2050 selon différents scénarios d'émission de gaz à effet de serre sont consultables sur un site dédié publié par Météo-France en novembre 2022.

## Urbanisme

### Typologie
Au 1er janvier 2024, Saint-Michel-Chef-Chef est catégorisée petite ville, selon la nouvelle grille communale de densité à sept niveaux définie par l'Insee en 2022.
Elle appartient à l'unité urbaine de Saint-Nazaire, une agglomération intra-départementale regroupant 17  communes, dont elle est une commune de la banlieue,,. Par ailleurs la commune fait partie de l'aire d'attraction de Pornic, dont elle est une commune du pôle principal,. Cette aire, qui regroupe 7 communes, est catégorisée dans les aires de moins de 50 000 habitants,.
La commune, bordée par l'océan Atlantique, est également une commune littorale au sens de la loi du 3 janvier 1986, dite loi littoral. Des dispositions spécifiques d’urbanisme s’y appliquent dès lors afin de préserver les espaces naturels, les sites, les paysages et l’équilibre écologique du littoral, tel le principe d'inconstructibilité, en dehors des espaces urbanisés, sur la bande littorale des 100 mètres, ou plus si le plan local d’urbanisme le prévoit.

### Occupation des sols
L'occupation des sols de la commune, telle qu'elle ressort de la base de données européenne d’occupation biophysique des sols Corine Land Cover (CLC), est marquée par l'importance des territoires agricoles (78,8 % en 2018), en diminution par rapport à 1990 (85 %). La répartition détaillée en 2018 est la suivante : 
zones agricoles hétérogènes (53,2 %), terres arables (18,8 %), zones urbanisées (18,2 %), prairies (6,8 %), zones industrielles ou commerciales et réseaux de communication (1,8 %), eaux continentales (1,1 %), espaces ouverts, sans ou avec peu de végétation (0,1 %). L'évolution de l’occupation des sols de la commune et de ses infrastructures peut être observée sur les différentes représentations cartographiques du territoire : la carte de Cassini (XVIIIe siècle), la carte d'état-major (1820-1866) et les cartes ou photos aériennes de l'IGN pour la période actuelle (1950 à aujourd'hui).

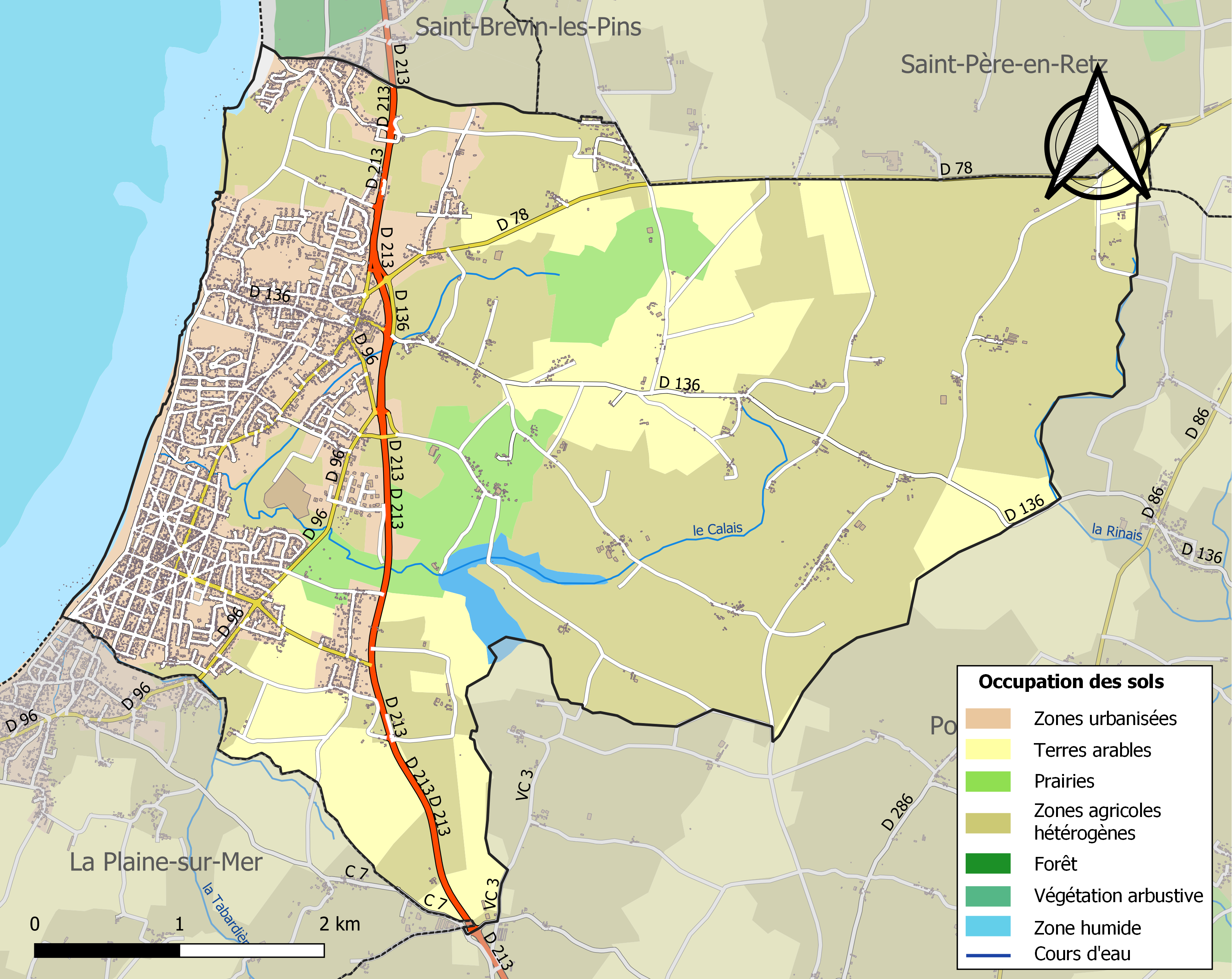
Carte des infrastructures et de l'occupation des sols de la commune en 2018 (CLC).

## Toponymie
Le nom de la localité est attesté sous les formes Chemicherium au  XIIe siècle, Sancti Michaelis de Chevecier en  1287.
Le nom de Saint-Michel-Chef-Chef, dont l’étymologie est discutée, est une déformation de la forme ancienne Saint-Michel-de-Chevesché, issue du bas-latin Terra de Chevesché, ancien nom de la pointe Saint-Gildas toute proche.
Le terme Chevesché est une déformation de chevecier-chef, qui désignait naguère en langue ecclésiastique celui qui surveillait le chevet d'une église et qui, par extension, avait la garde du trésor. Ce dignitaire religieux qui percevait les revenus d'une abbaye (ici en l'occurrence celle de Pornic), logeait dans une chefferie.
En ce qui concerne l'archange saint Michel, il suffit de rappeler que les lieux nommés Saint-Michel sont très courants en France et qu'ils dérivent de lieux antérieurement consacrés à une divinité celtique, Lug , la divinité éponyme de Lugdunum (l’actuelle Lyon), assimilée par les Romains à  Mercure. Le cas le plus remarquable de cette filiation est Saint-Michel-Mont-Mercure en Vendée.[réf. nécessaire]
La commune se trouve dans la zone de transition linguistique entre gallo et poitevin. En gallo, le nom de la commune se prononce comme en français et peut s'écrire Saint-Michel selon l'écriture ABCD ou encore Sint Michèl selon l'écriture MOGA.
La forme bretonne proposée par l'Office public de la langue bretonne est Sant-Mikael-Keveger.

## Histoire

### Préhistoire
L’occupation du territoire est attestée au Néolithique, comme en témoigne la découverte du site de l'éperon des Gâtineaux et, à peu de distance plus au sud, le menhir de la Souchais. Plusieurs autres sites mégalithiques (dolmens et menhirs) existaient sur le territoire de la commune, mais ils furent détruits à la fin du XIXe siècle.

### Antiquité
On[Qui ?] rapporte que Saint-Michel était une léproserie au IVe siècle.

### Moyen Âge
Saint-Michel-Chef-Chef faisait partie de la châtellenie, baronnie, puis duché-pairie de Retz.
Vers 1104, Garsire de Retz donna l'église à l'abbaye Saint-Serge d'Angers.

### Époque contemporaine
Pendant la période de déchristianisation des années 1792-1800, Saint-Michel reçoit le nom de Sablons.
Aménagement de la station de Tharon-Plage au début des années 1900.
À la fin de la Seconde Guerre mondiale, alors que la Loire-Inférieure est libérée au mois d'août 1944, Saint-Michel-Chef-Chef fait partie des territoires qui restent occupés par les Allemands dans la Poche de Saint-Nazaire qui s'étend de l'estuaire de la Vilaine à Pornic. Ici, la libération n'a lieu que le 11 mai 1945, trois jours après la capitulation de l'armée allemande.

## Politique et administration

### Liste des maires
| Période                                  | Période   | Identité              | Étiquette    | Qualité |
| ---------------------------------------- | --------- | --------------------- | ------------ | --- |
| 1830                                     | 1843      | Louis Boismain        |              | |
| 1843                                     | 1848      | M. Grizolle           |              | |
| Les données manquantes sont à compléter. |           |                       |              | |
| mai 1945                                 | mars 1971 | Louis Bochereau       | SE           | Agriculteur Chevalier du Mérite agricole et de l'Ordre national du Mérite (1971)                                               |
| mars 1971                                | mars 1983 | Paul Casavielle       | SE           | Médecin |
| mars 1983                                | juin 1995 | Michel Ferré          | SE           | Viticulteur |
| juin 1995                                | mars 2008 | Patrick Girard        | DVD puis UMP | Professeur d'EPS retraité, ancien directeur du collège Saint Joseph de Saint-Brevin Conseiller général de Pornic (2007 → 2015) |
| mars 2008                                | mars 2014 | Alain Guillon         | MoDem        | Ancien cadre |
| mars 2014                                | mai 2020  | Irène Geoffroy        | DVD          | Retraitée de la fonction publique                                                                                              |
| mai 2020                                 | En cours  | Eloïse Bourreau-Gobin | DVC          | Technicienne bancaire, ancienne adjointe                                                                                       |
| Les données manquantes sont à compléter. |           |                       |              | |

## Population et société

### Démographie
Selon le classement établi par l'Insee, Saint-Michel-Chef-Chef fait partie de l'aire urbaine, de l'unité urbaine et du bassin de vie de Saint-Brevin-les-Pins et de la zone d'emploi de Saint-Nazaire. Toujours selon l'Insee, en 2010, la répartition de la population sur le territoire de la commune était considérée comme « peu dense » : 98 % des habitants résidaient dans des zones « peu denses »  et 2 % dans des zones « très peu denses ».

#### Évolution démographique
L'évolution du nombre d'habitants est connue à travers les recensements de la population effectués dans la commune depuis 1793. Pour les communes de moins de 10 000 habitants, une enquête de recensement portant sur toute la population est réalisée tous les cinq ans, les populations de référence des années intermédiaires étant quant à elles estimées par interpolation ou extrapolation. Pour la commune, le premier recensement exhaustif entrant dans le cadre du nouveau dispositif a été réalisé en 2008.

En 2022, la commune comptait 5 520 habitants, en évolution de +14,69 % par rapport à 2016 (Loire-Atlantique : +6,68 %, France hors Mayotte : +2,11 %).
| 1793 | 1800 | 1806 | 1821 | 1831  | 1836  | 1841  | 1846  | 1851  |
| ---- | ---- | ---- | ---- | ----- | ----- | ----- | ----- | ----- |
| 818  | 689  | 703  | 874  | 1 034 | 1 095 | 1 095 | 1 122 | 1 190 |

| 1856  | 1861  | 1866  | 1872  | 1876  | 1881  | 1886  | 1891  | 1896  |
| ----- | ----- | ----- | ----- | ----- | ----- | ----- | ----- | ----- |
| 1 249 | 1 180 | 1 155 | 1 143 | 1 134 | 1 172 | 1 168 | 1 198 | 1 173 |

| 1901  | 1906  | 1911  | 1921  | 1926  | 1931  | 1936  | 1946  | 1954  |
| ----- | ----- | ----- | ----- | ----- | ----- | ----- | ----- | ----- |
| 1 161 | 1 234 | 1 311 | 1 165 | 1 335 | 1 410 | 1 400 | 1 719 | 1 837 |

| 1962  | 1968  | 1975  | 1982  | 1990  | 1999  | 2006  | 2008  | 2013  |
| ----- | ----- | ----- | ----- | ----- | ----- | ----- | ----- | ----- |
| 2 106 | 2 242 | 2 447 | 2 517 | 2 663 | 3 176 | 4 103 | 4 364 | 4 535 |

| 2018  | 2022  | - | - | - | - | - | - | - |
| ----- | ----- | - | - | - | - | - | - | - |
| 5 173 | 5 520 | - | - | - | - | - | - | - |

#### Pyramide des âges
La population de la commune est relativement âgée.
En 2018, le taux de personnes d'un âge inférieur à 30 ans s'élève à 27,0 %, soit en dessous de la moyenne départementale (37,3 %). À l'inverse, le taux de personnes d'âge supérieur à 60 ans est de 35,7 % la même année, alors qu'il est de 23,8 % au niveau départemental.
En 2018, la commune comptait 2 495 hommes pour 2 678 femmes, soit un taux de 51,77 % de femmes, légèrement supérieur au taux départemental (51,42 %).
Les pyramides des âges de la commune et du département s'établissent comme suit.
| Hommes | Classe d’âge | Femmes |
| ------ | ------------ | ------ |
| 0,5    | 90 ou +      | 0,9    |
| 8,6    | 75-89 ans    | 10,9   |
| 25,0   | 60-74 ans    | 25,5   |
| 22,5   | 45-59 ans    | 21,2   |
| 14,7   | 30-44 ans    | 16,2   |
| 12,1   | 15-29 ans    | 10,2   |
| 16,6   | 0-14 ans     | 15,1   |

| Hommes | Classe d’âge | Femmes |
| ------ | ------------ | ------ |
| 0,6    | 90 ou +      | 1,8    |
| 6      | 75-89 ans    | 8,6    |
| 15,1   | 60-74 ans    | 16,4   |
| 19,4   | 45-59 ans    | 18,8   |
| 20,1   | 30-44 ans    | 19,3   |
| 19,2   | 15-29 ans    | 17,4   |
| 19,5   | 0-14 ans     | 17,6   |

## Culture locale et patrimoine

### Lieux et monuments
- Église Saint-Michel de style néo-Renaissance (fin XIXe siècle), possède une statue de saint Michel terrassant le démon par Vallet. Nombreuses décorations représentants des fruits de mer. Une plaque commémorative de la guerre de 14-18 se trouve à droite en entrant sous un vitrail représentant des actes de guerre dans les tranchées.

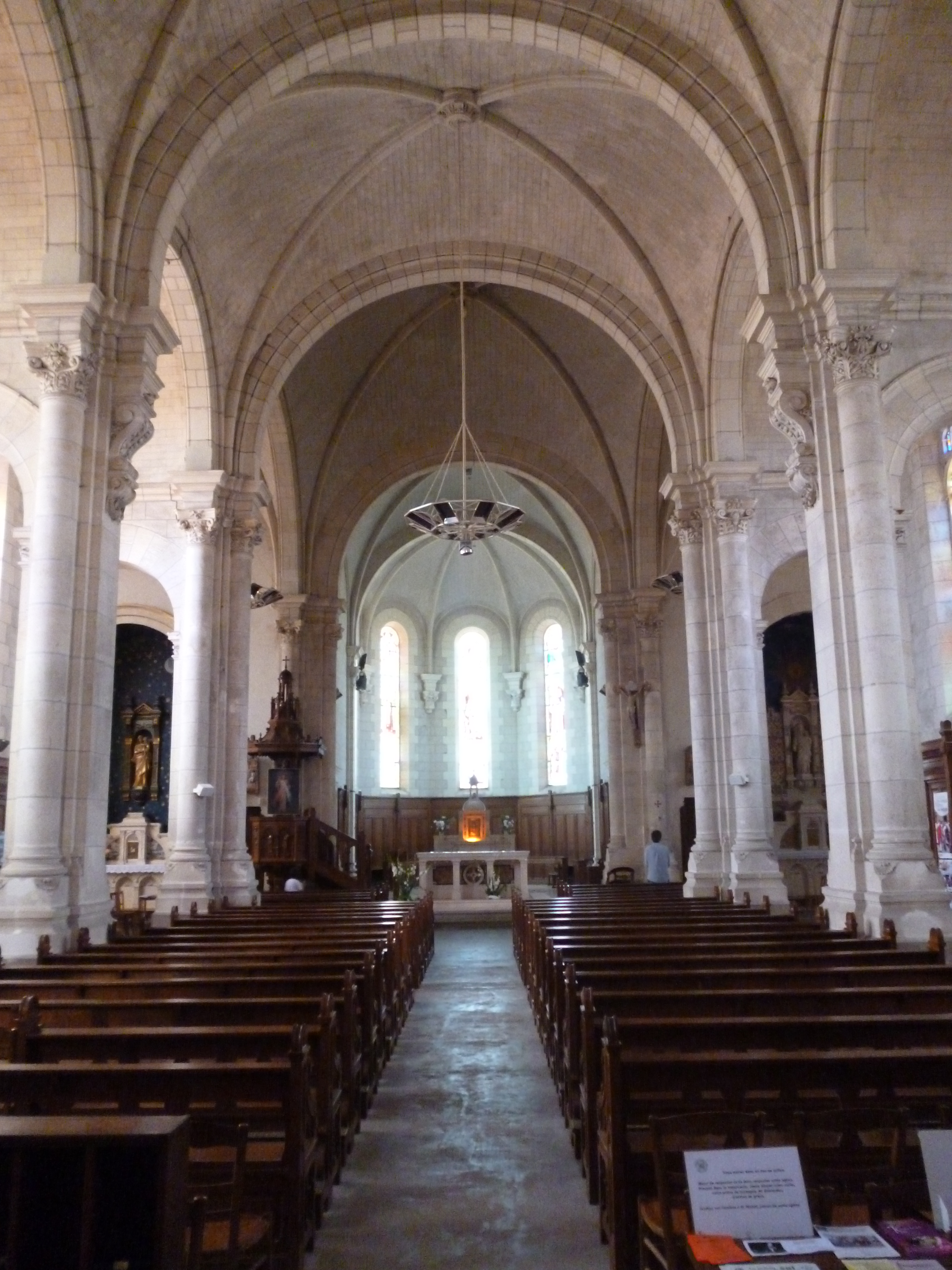
Intérieur de l'église.
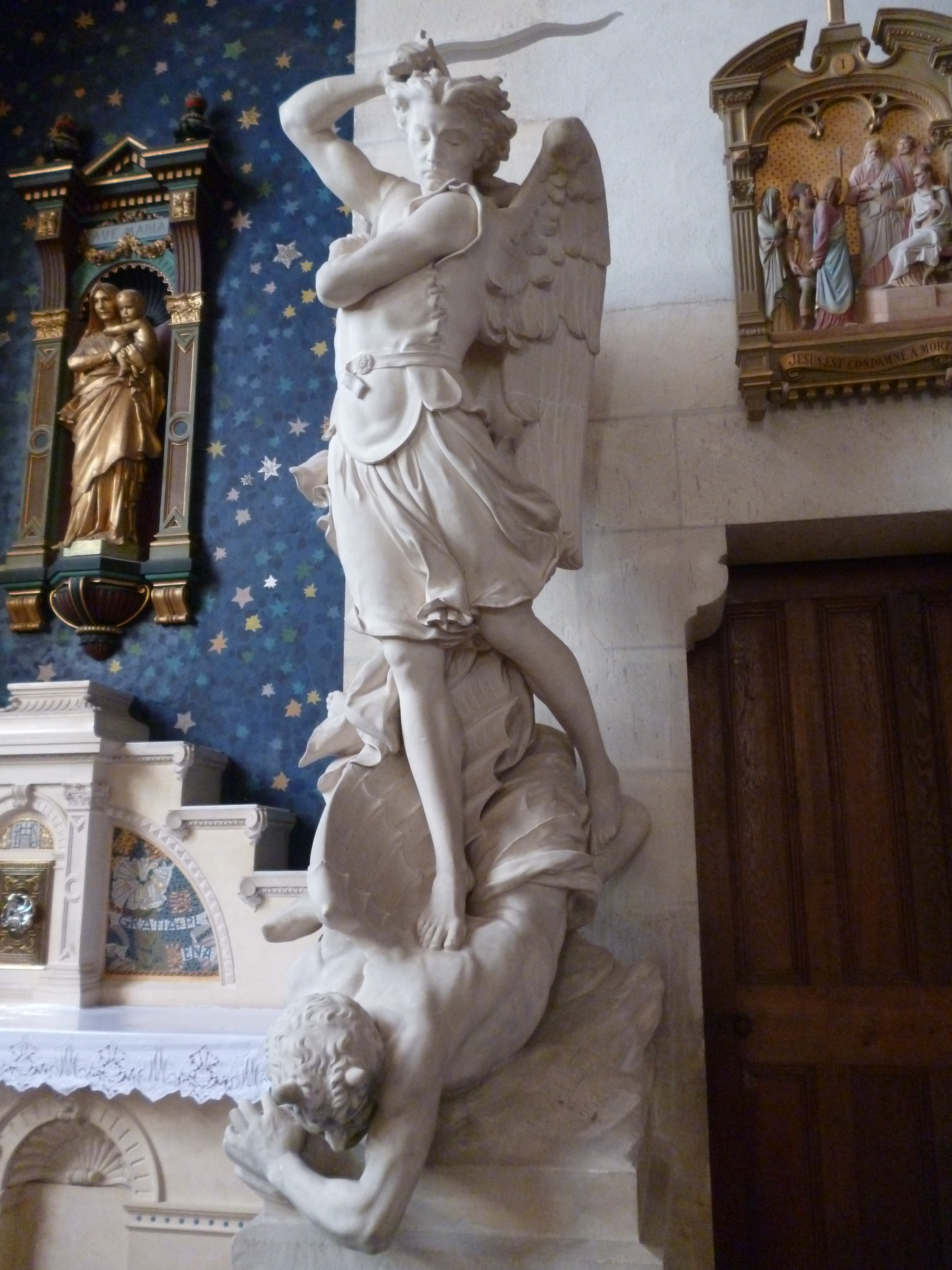
Saint Michel terrassant le démon.
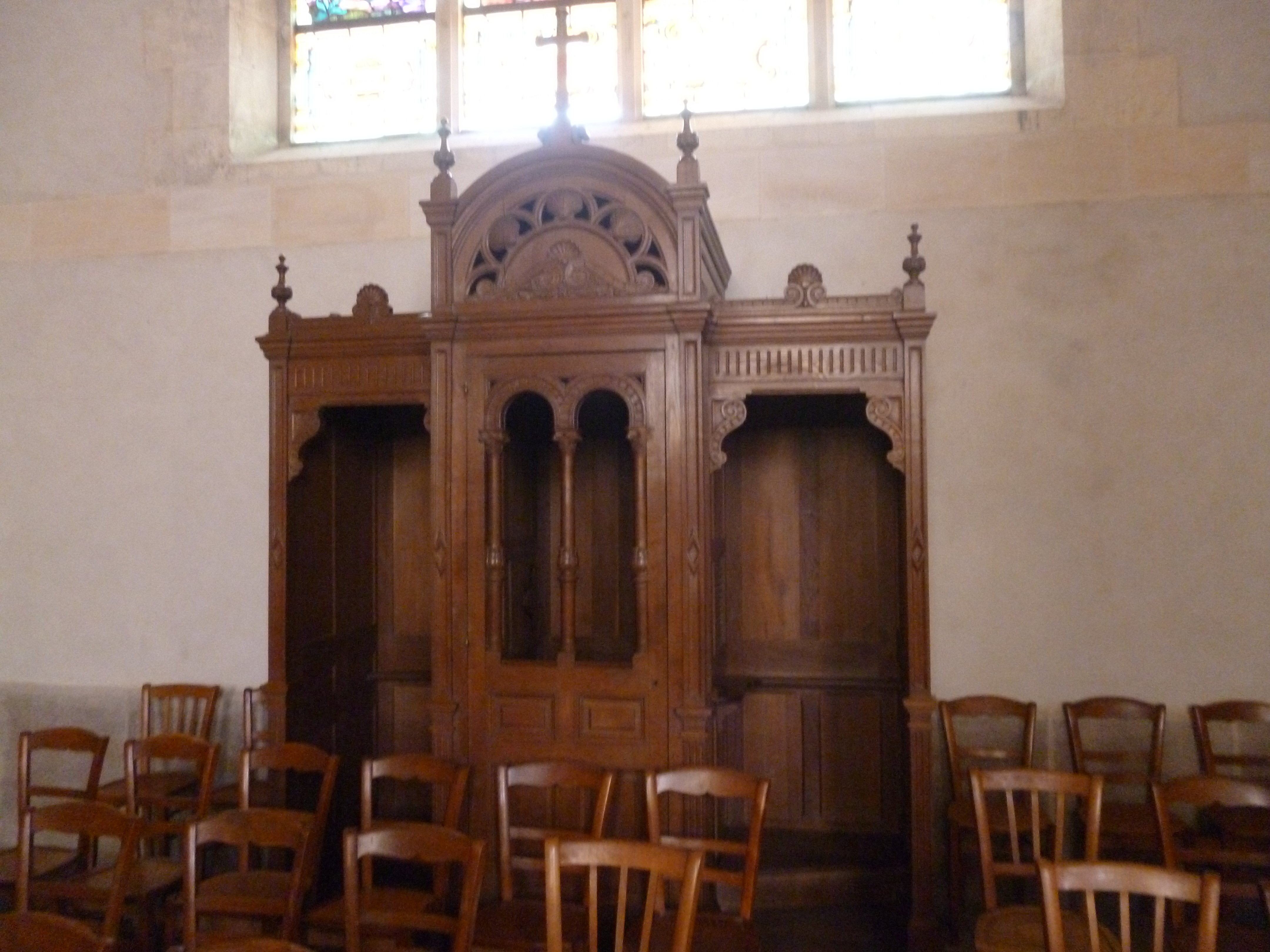
Confessionnal.
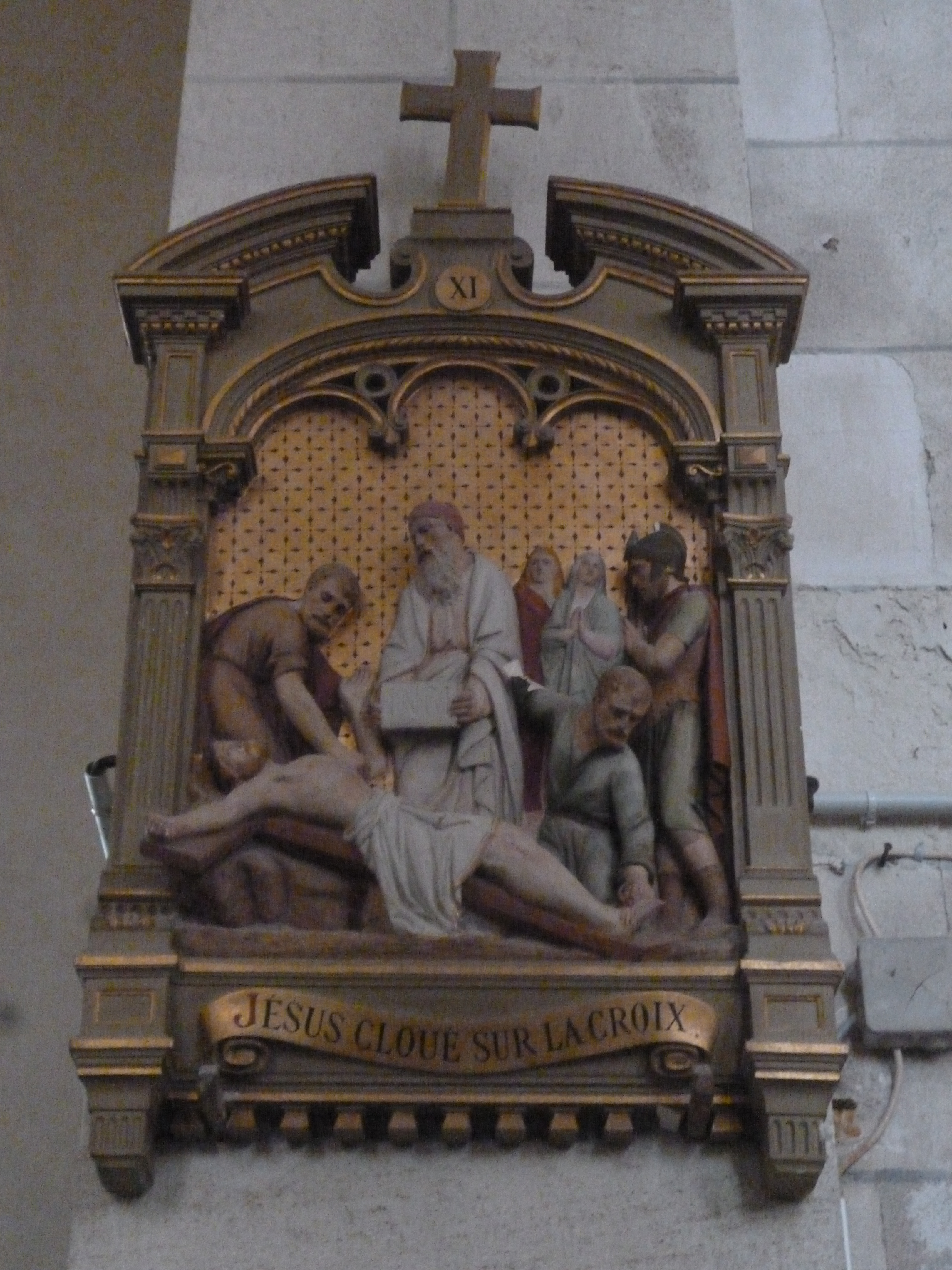
Chemin de croix.
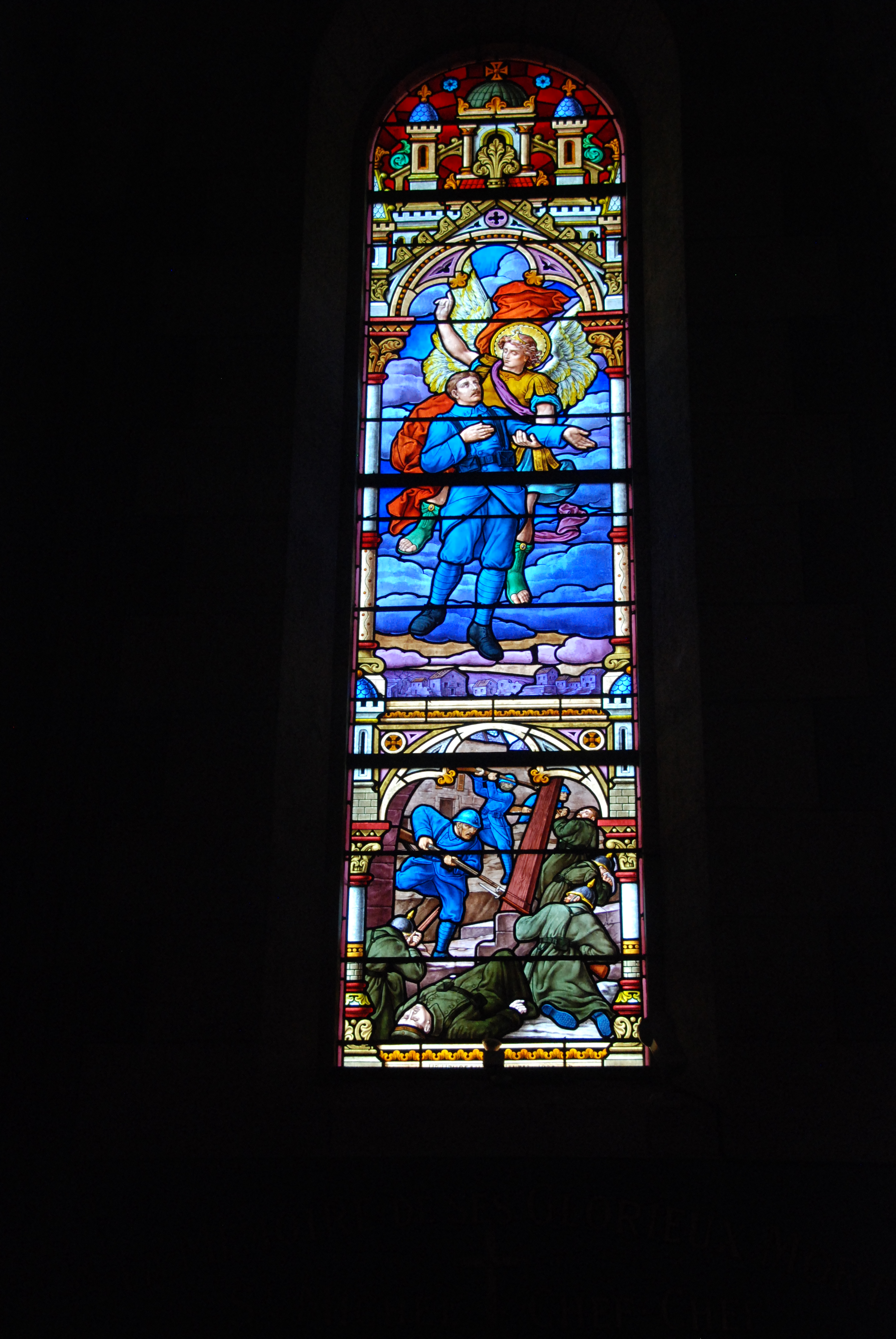
Vitrail commémorant la guerre de 14-18.
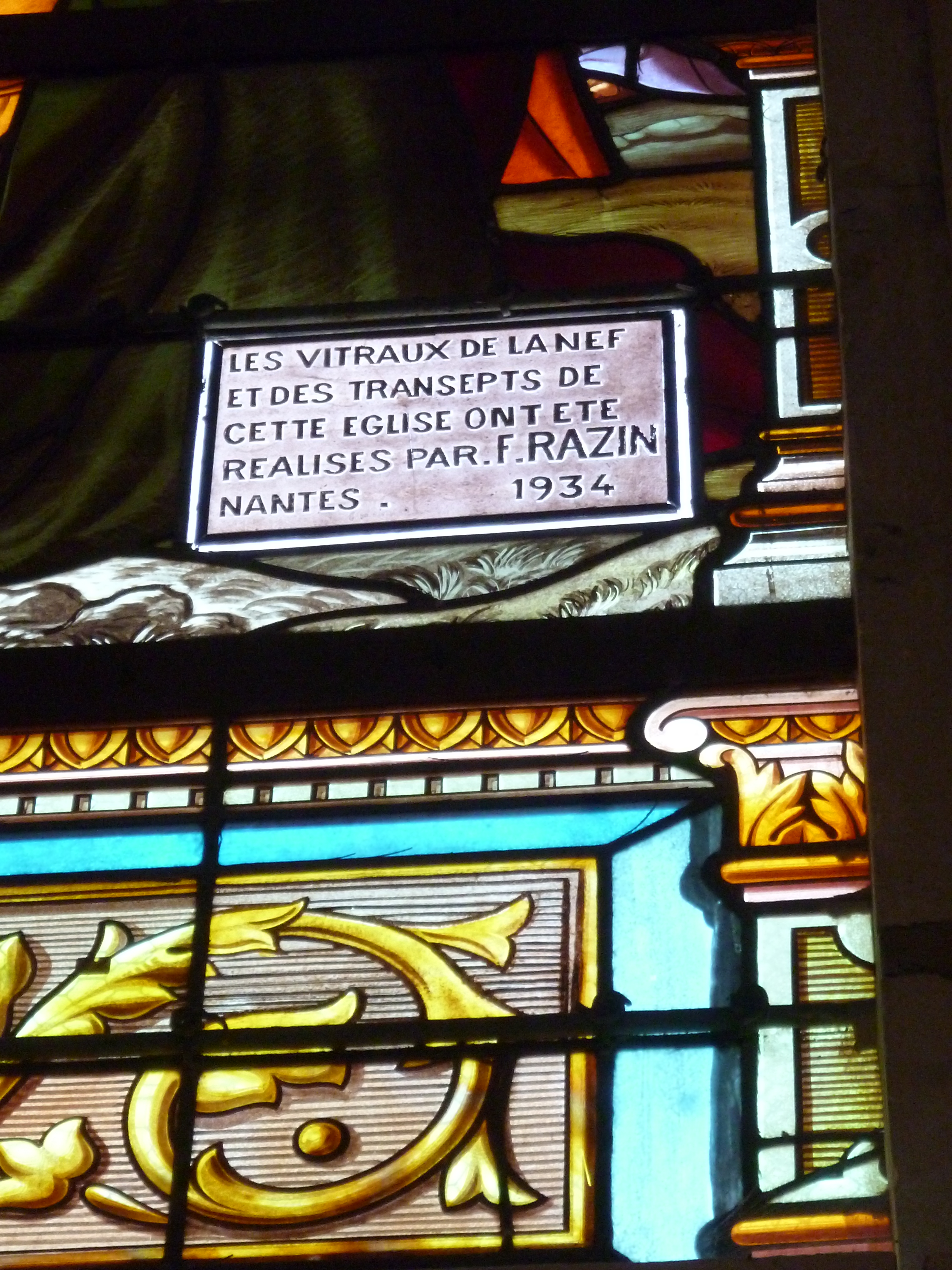
Détail d'un vitrail.
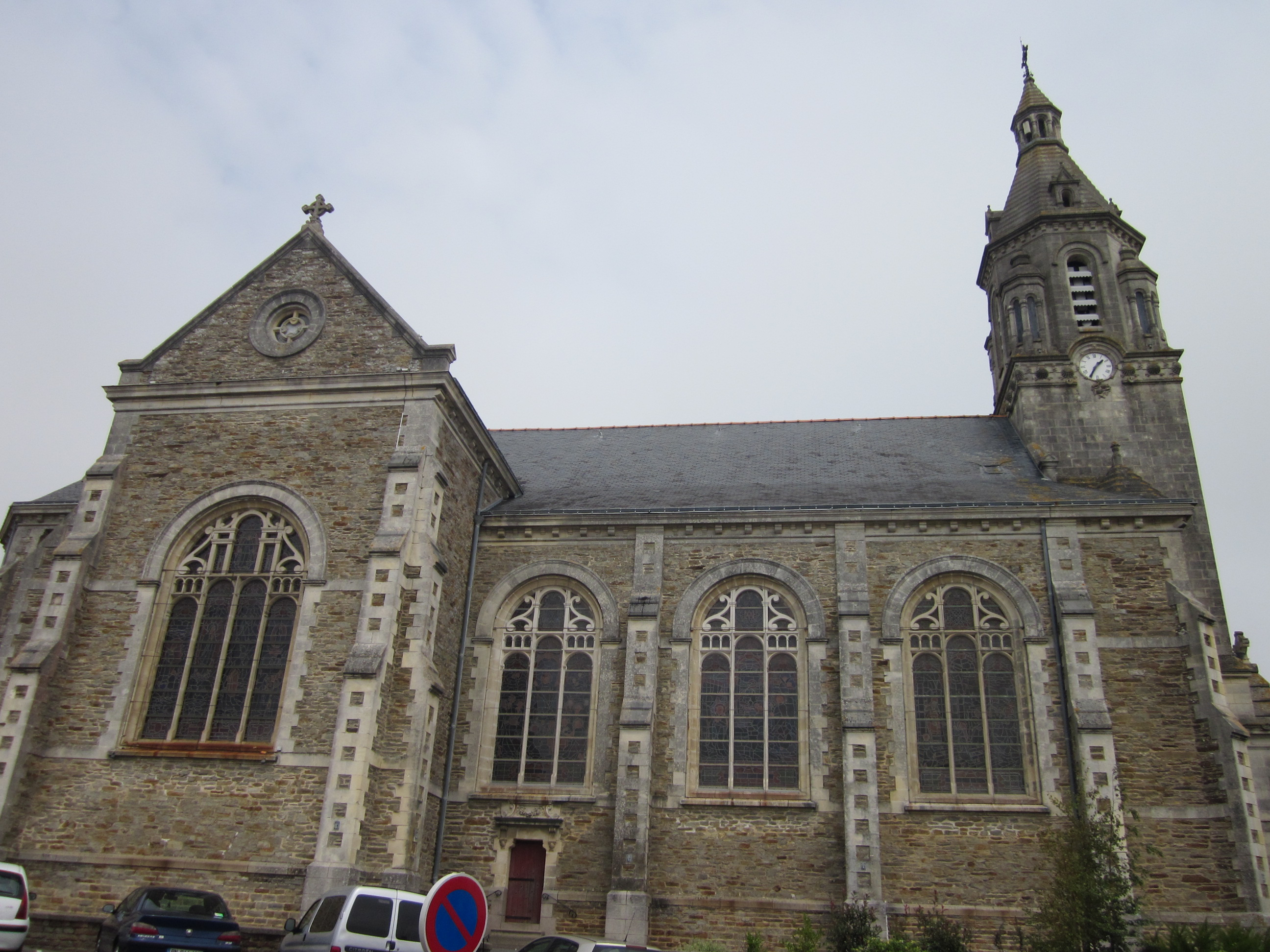
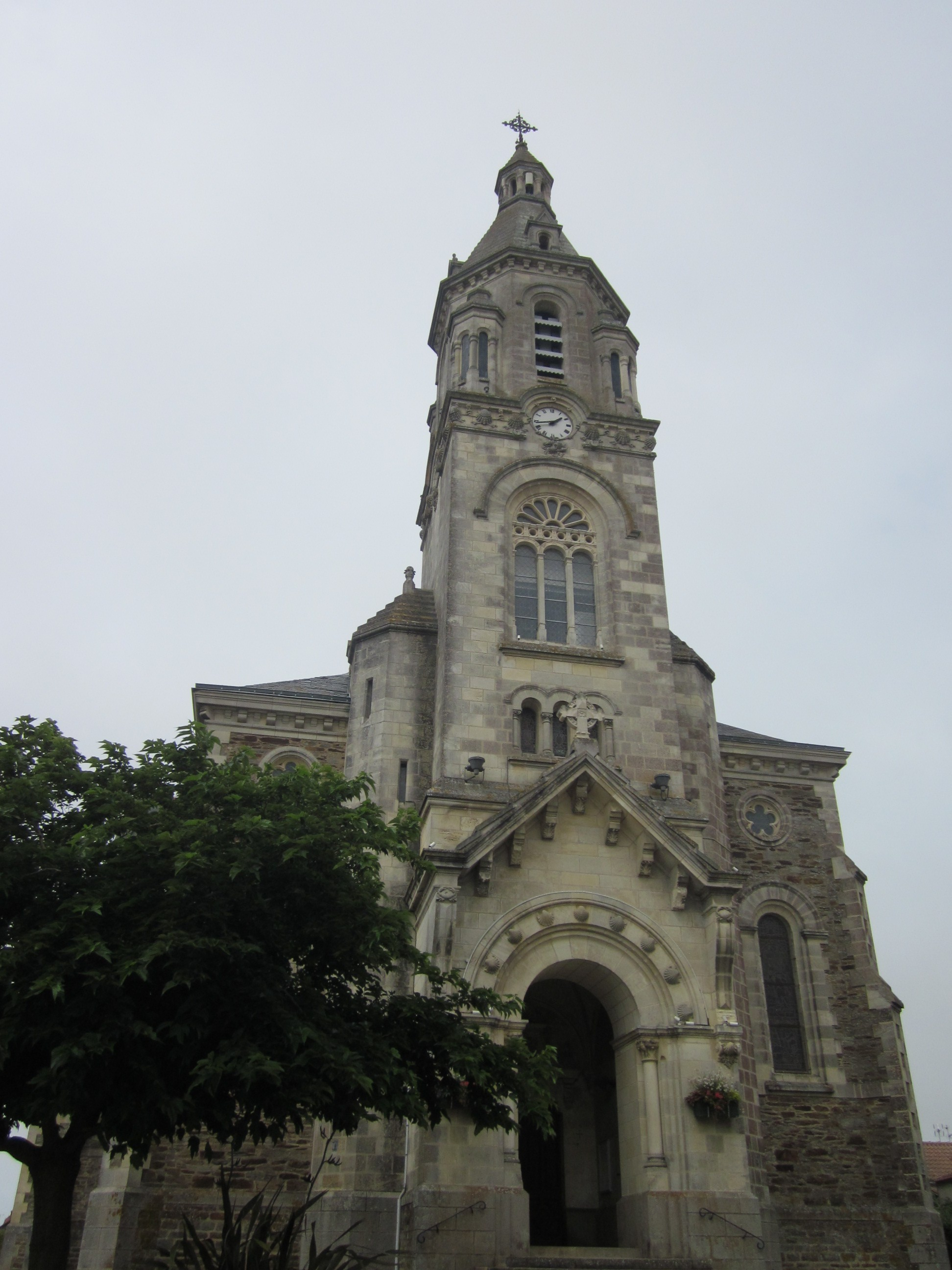

- Chapelle Sainte-Anne de Tharon : objets provenant de l'Abbaye de Buzay, dont le plus ancien crucifix du pays de Retz (datant du XIVe siècle), un autre Christ du XVIe siècle et une statue du XVIIIe siècle.
- Château de Tharon : il ne subsiste que des vestiges, en particulier une tour en ruines.
- Château de La Cossonnière.
- Maisons anciennes de pêcheurs.
- Moulins à vent de Beaulieu, de la Proutière et de La Sicaudais (1842).

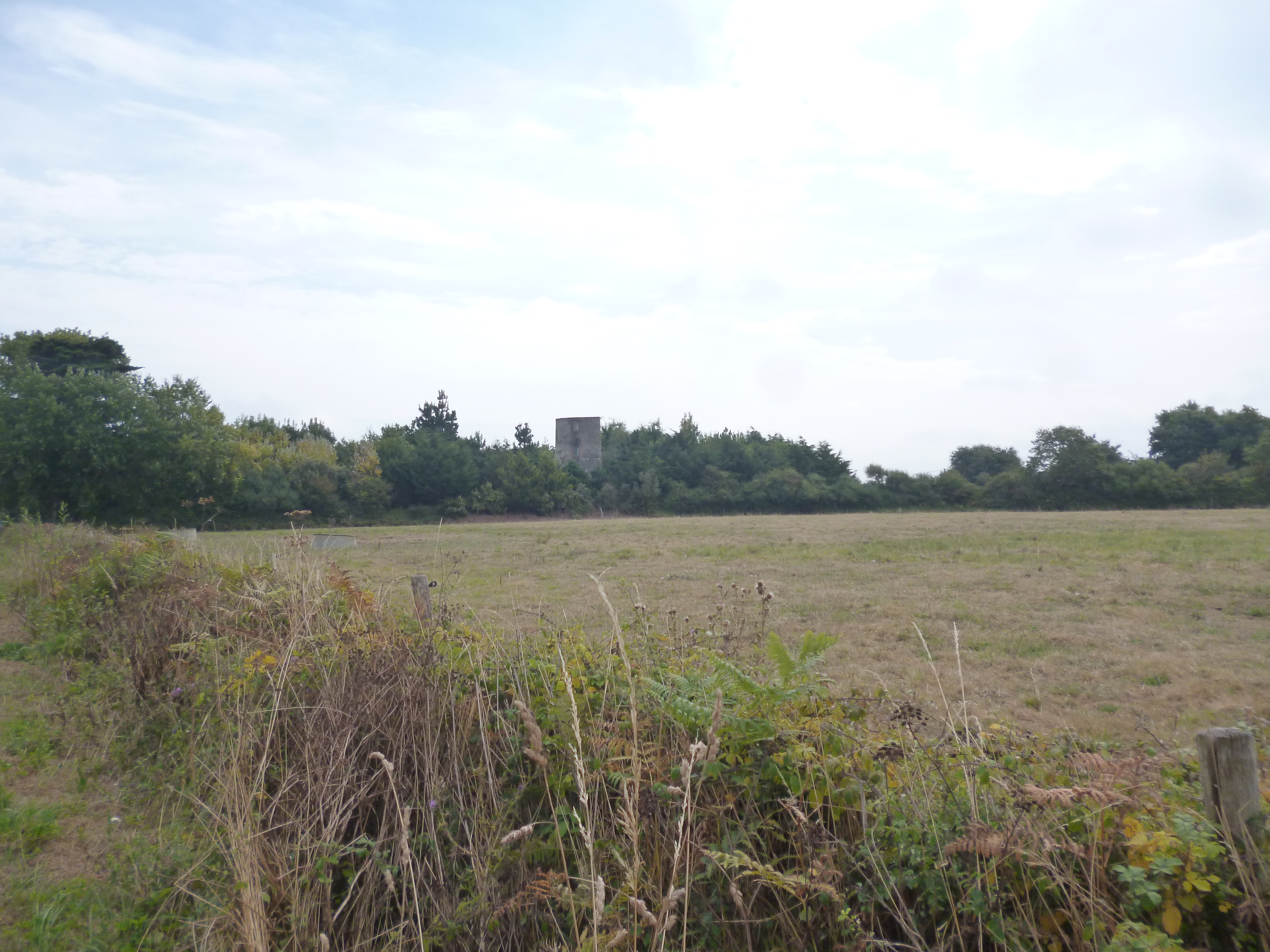
Moulin de la Proutière.

- Calvaires, ossuaire et croix de chemin.

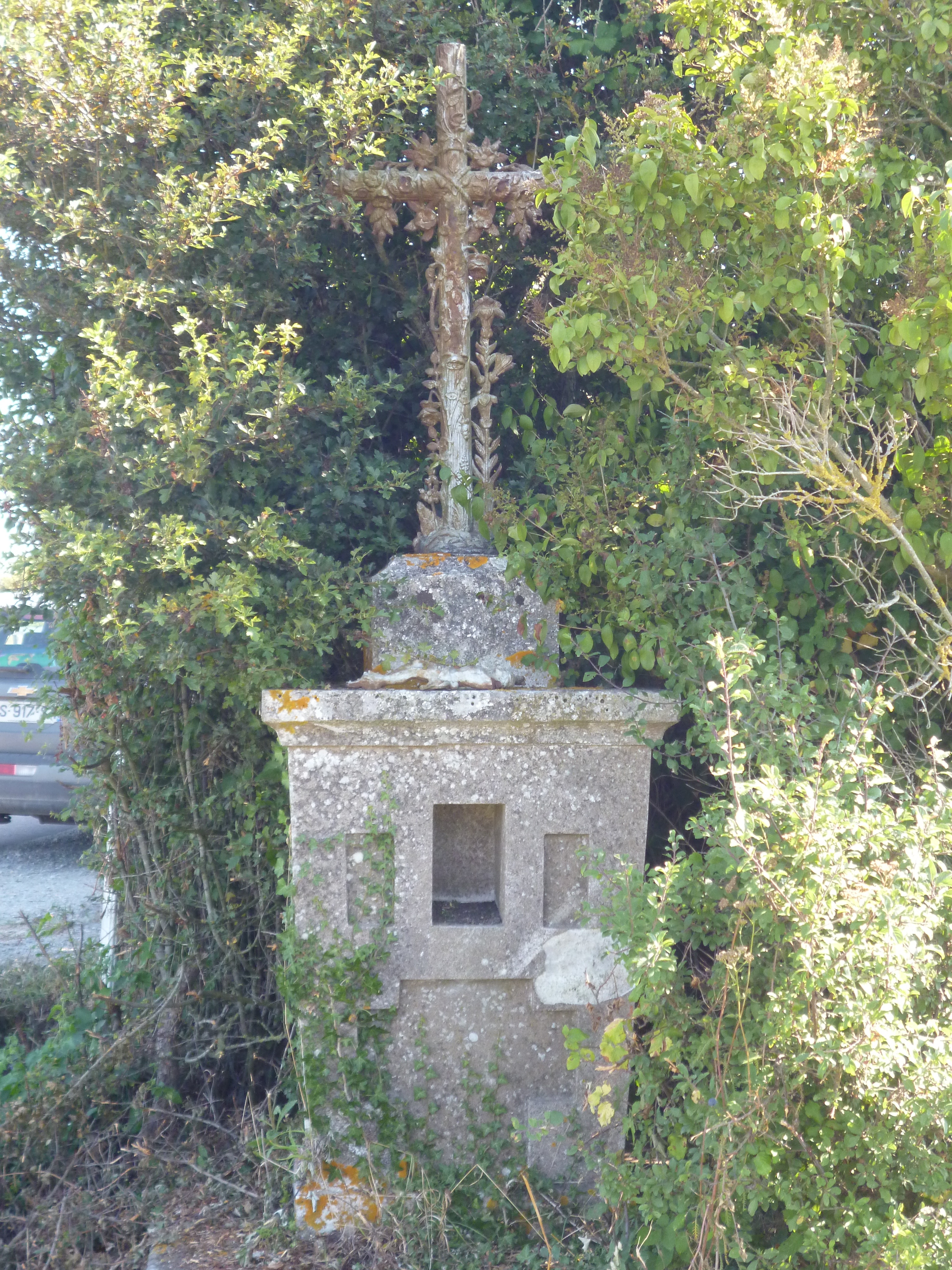
Croix de chemin du Moulin des Landes.
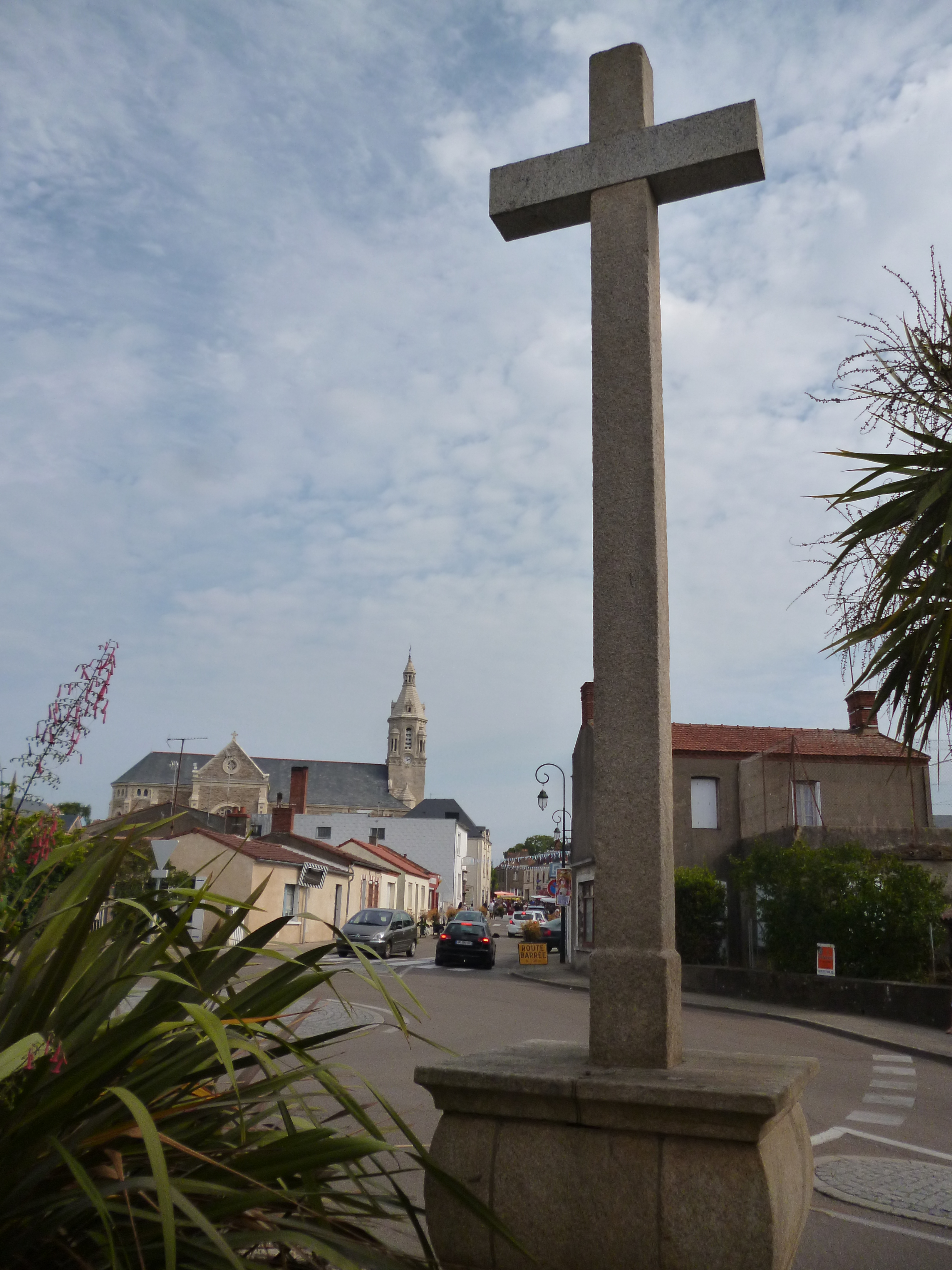
Croix de chemin, à l'intersection de la rue de Tharon et de la rue de Pornic.
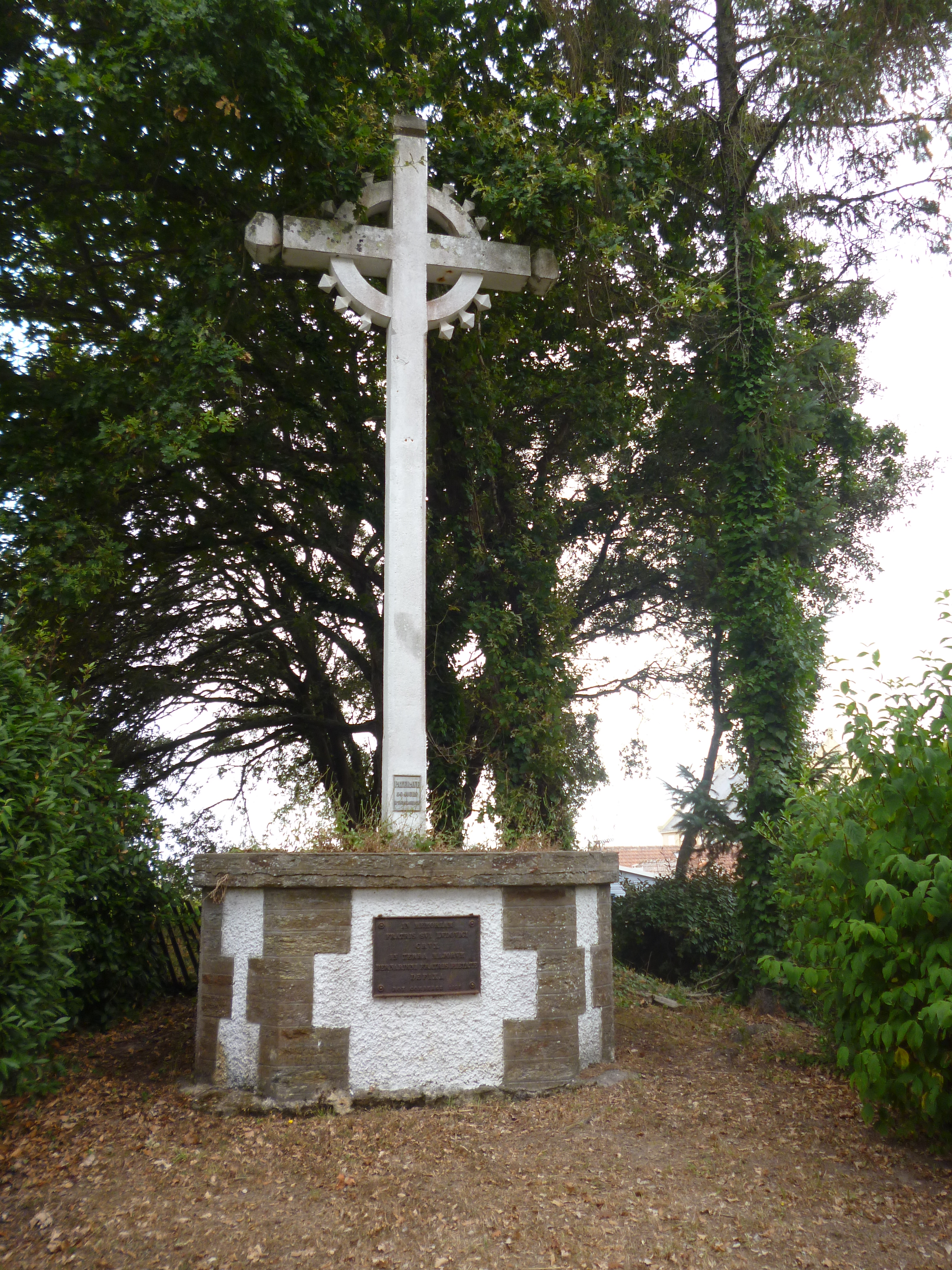
Croix de chemin, chemin des Terres Noires.
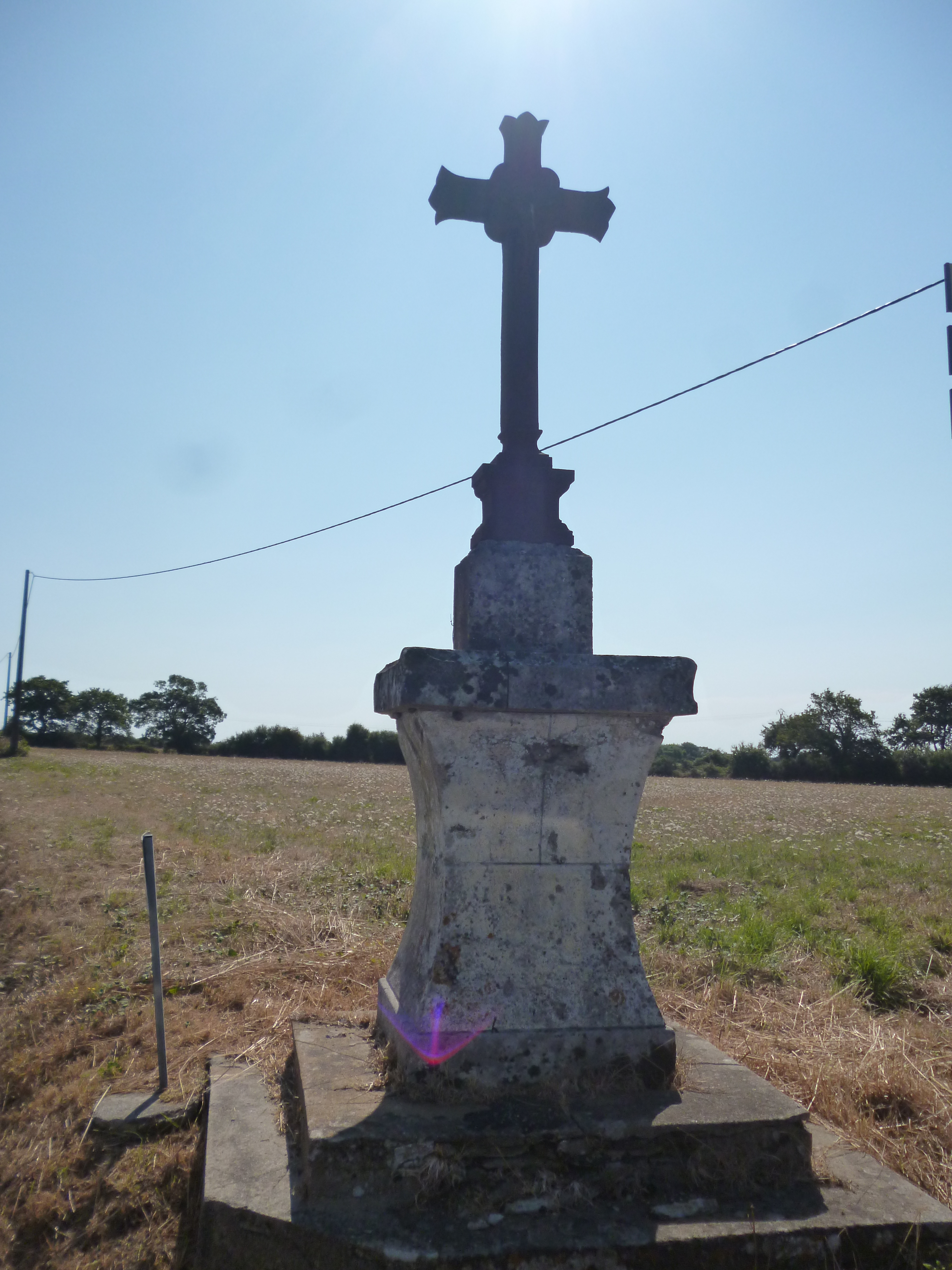
Croix de chemin.
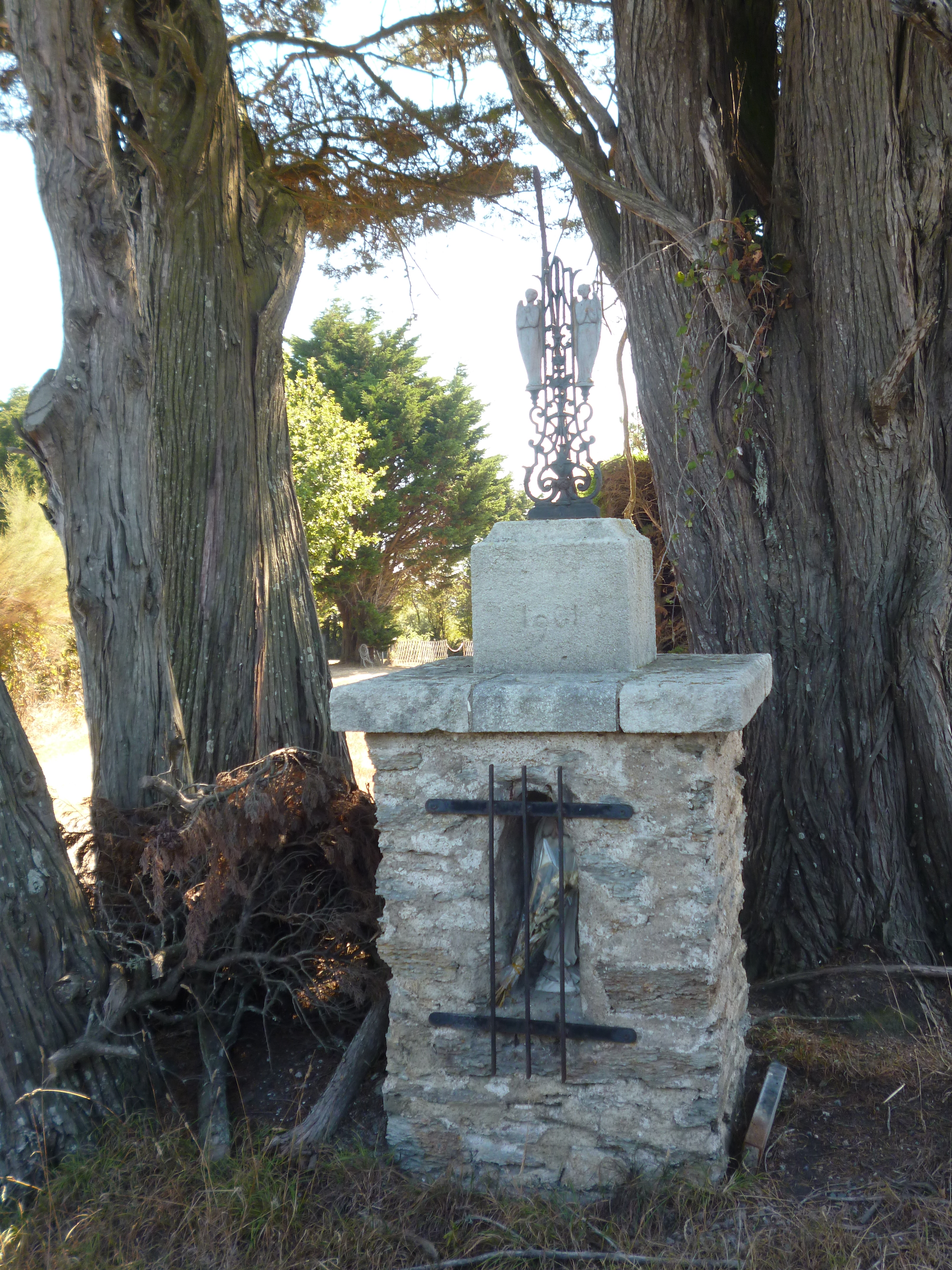
Croix de chemin.
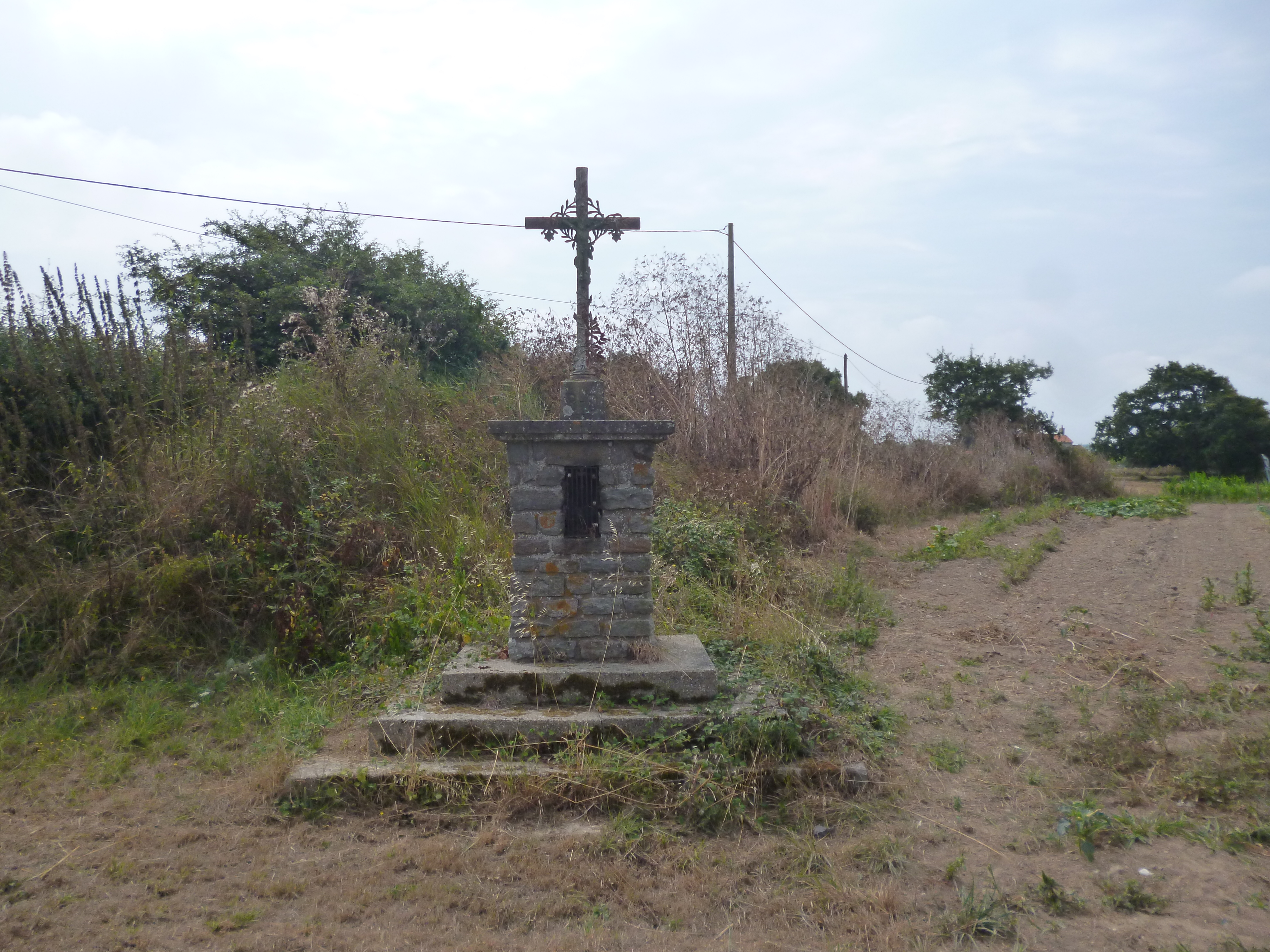
Croix de chemin.
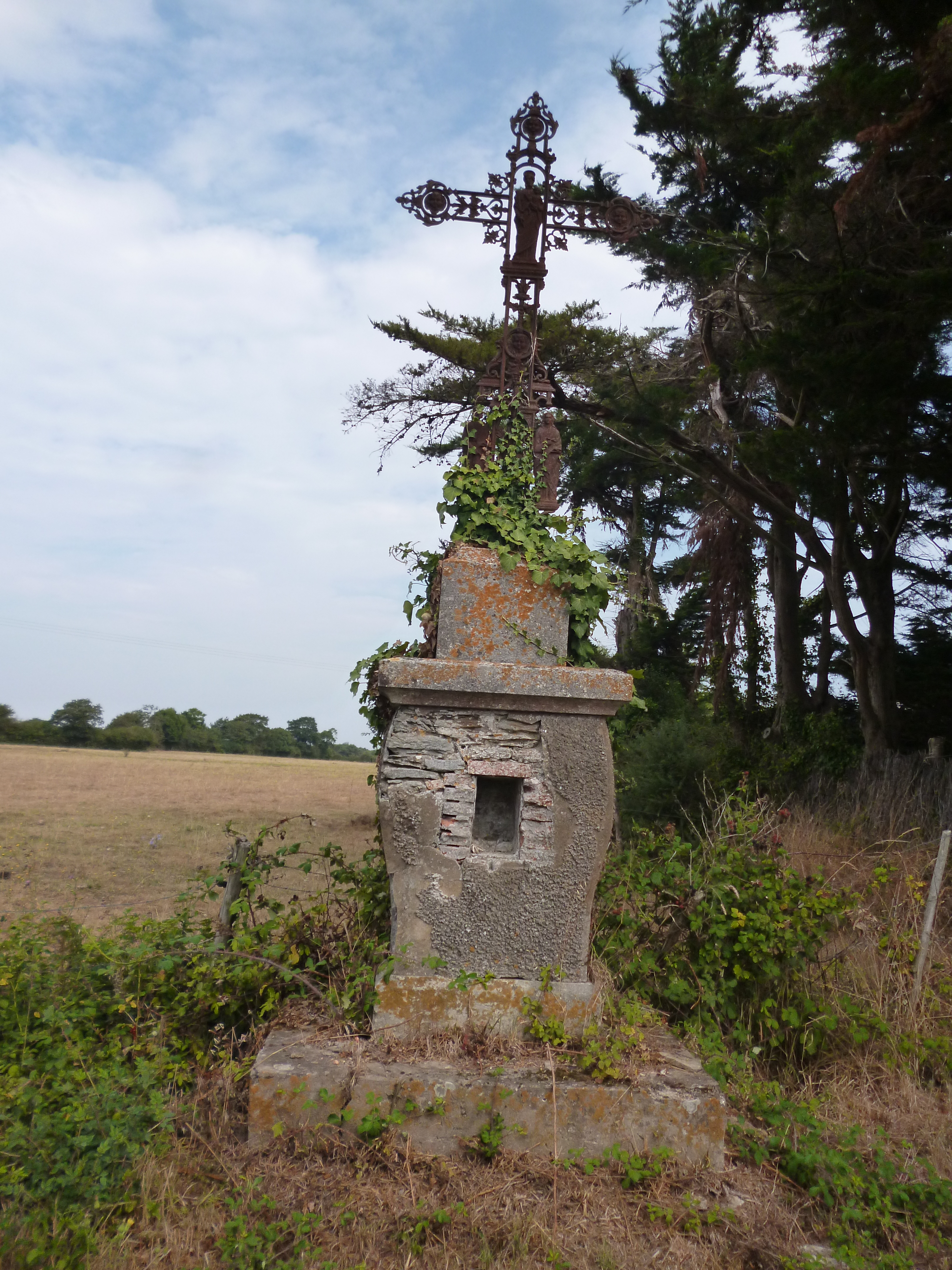
Croix de chemin.
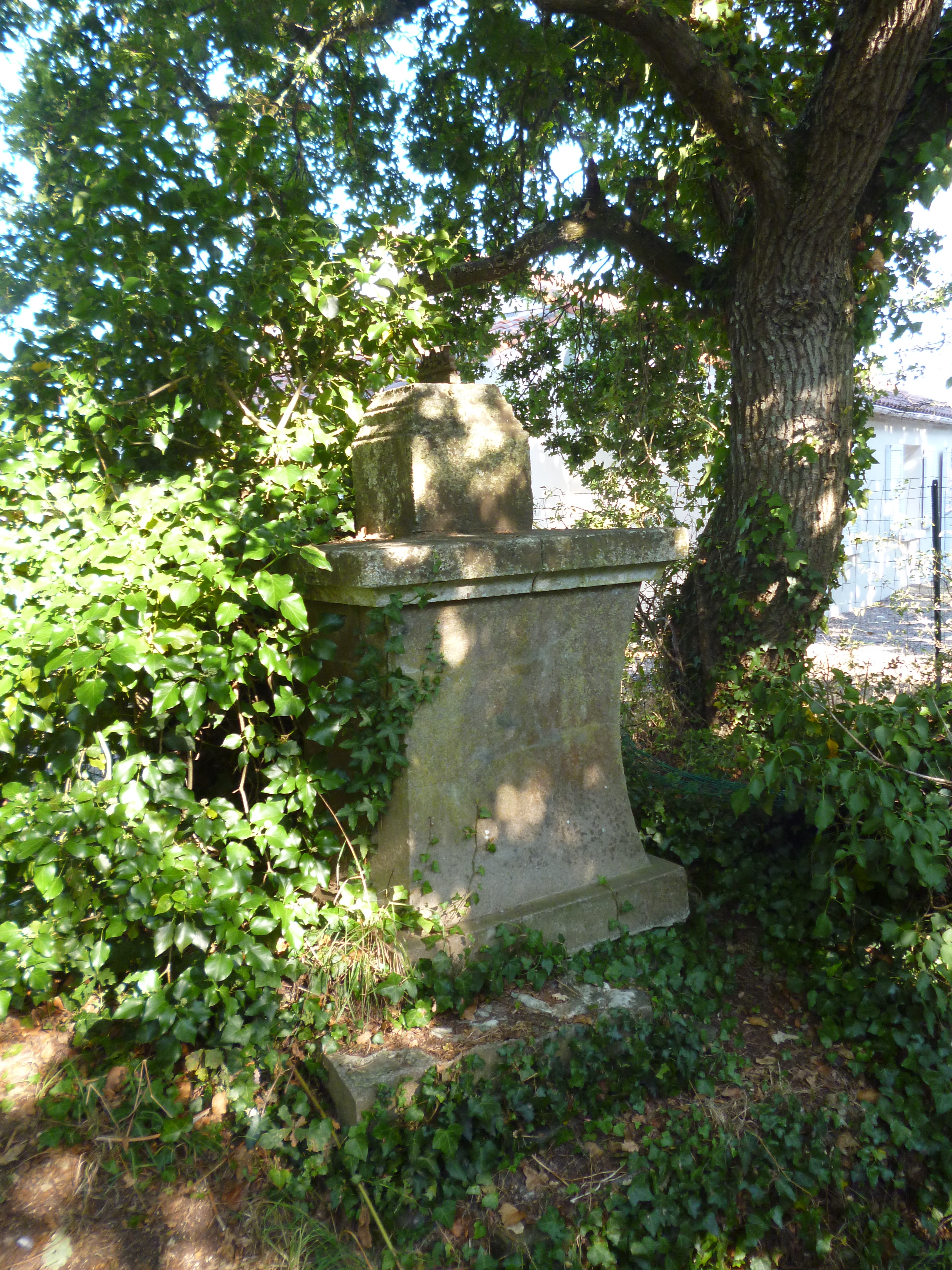
Socle d'une croix de chemin.
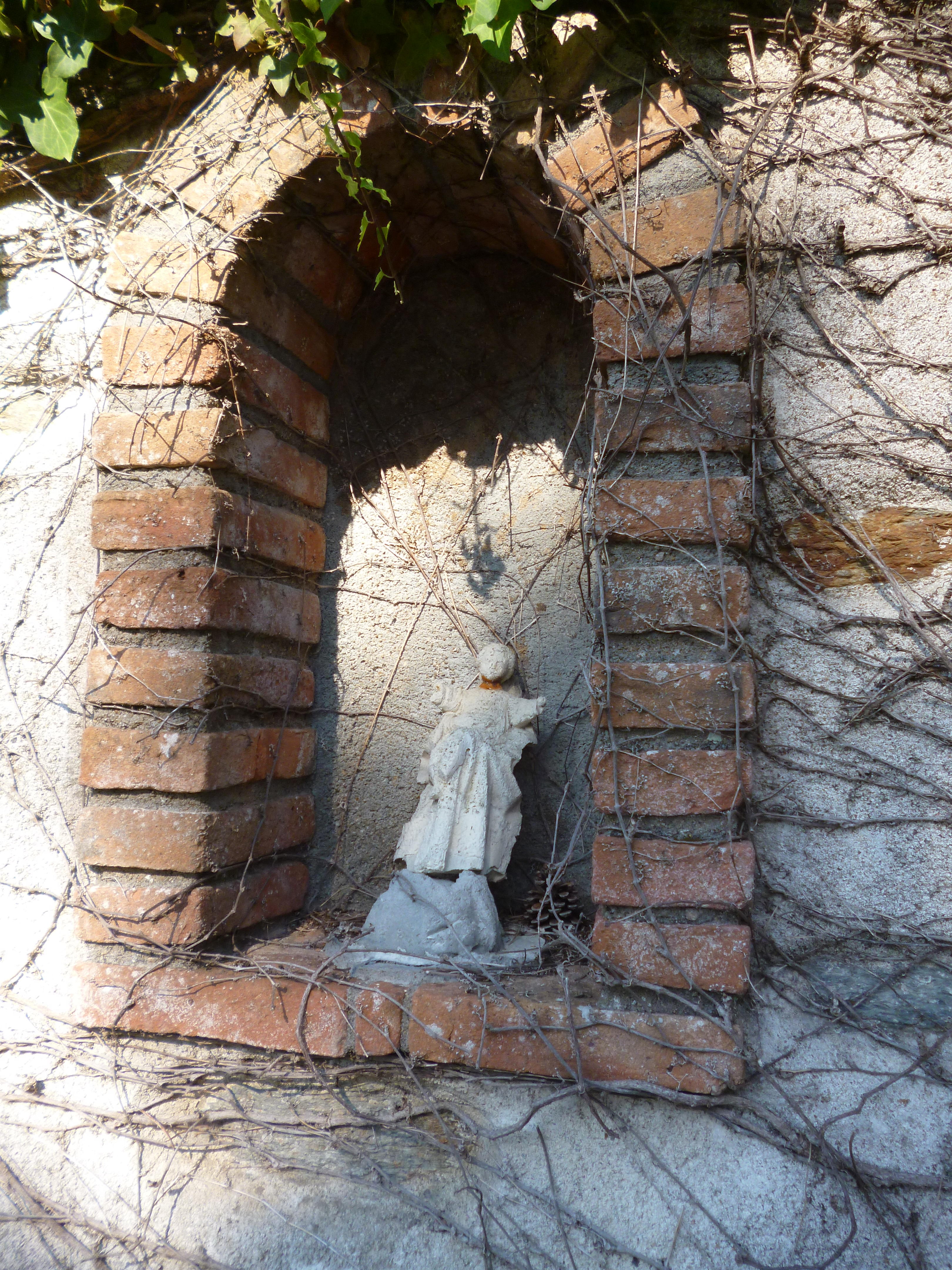
Statuette, place du marché.

- Folies balnéaires et belles demeures du front de mer à Tharon-Plage.
- Plages de Saint-Michel du Redois, de Comberge et de Tharon dominées de falaises schisteuses et de dunes anciennement boisées.

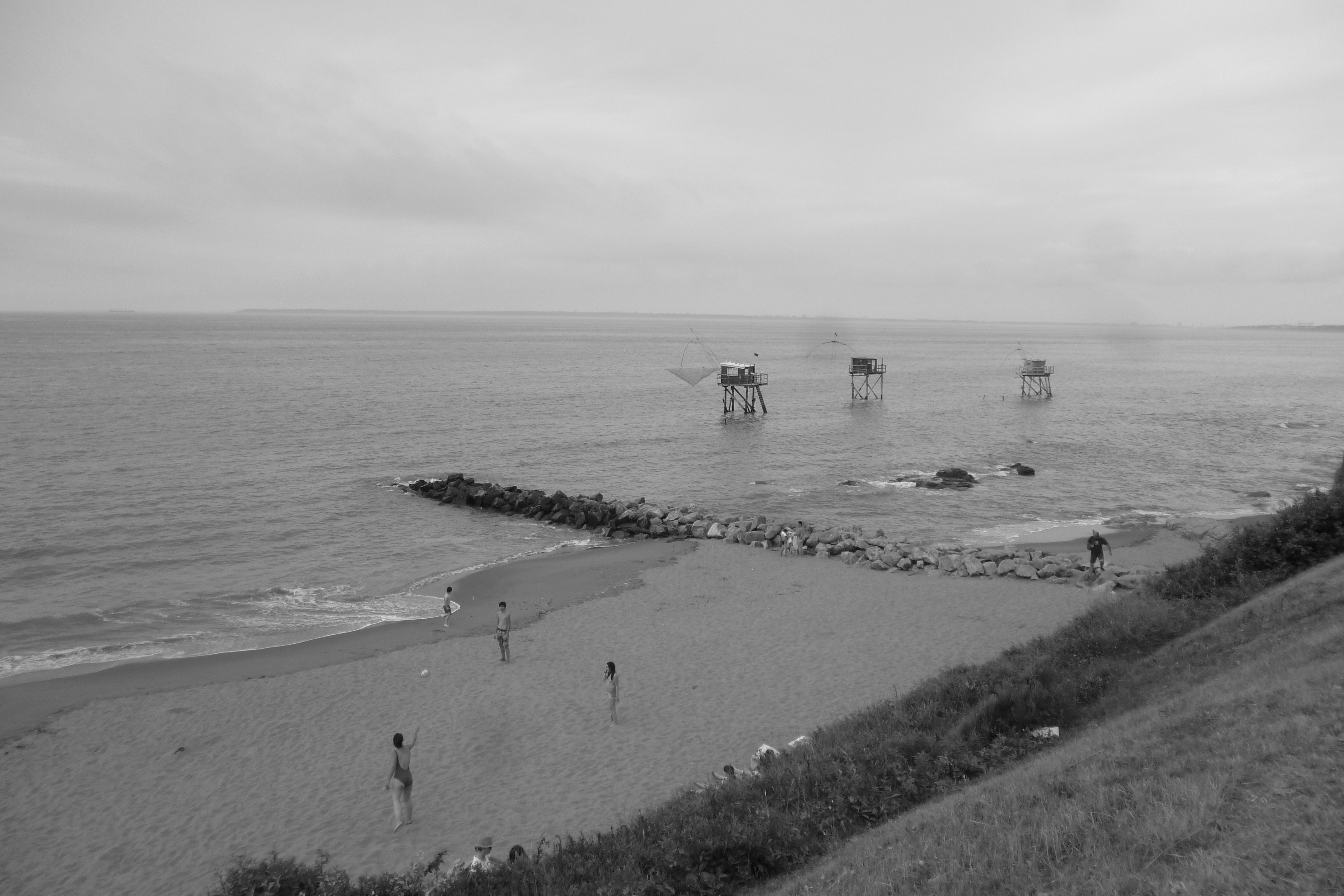
Plage de Comberge et pêcheries.
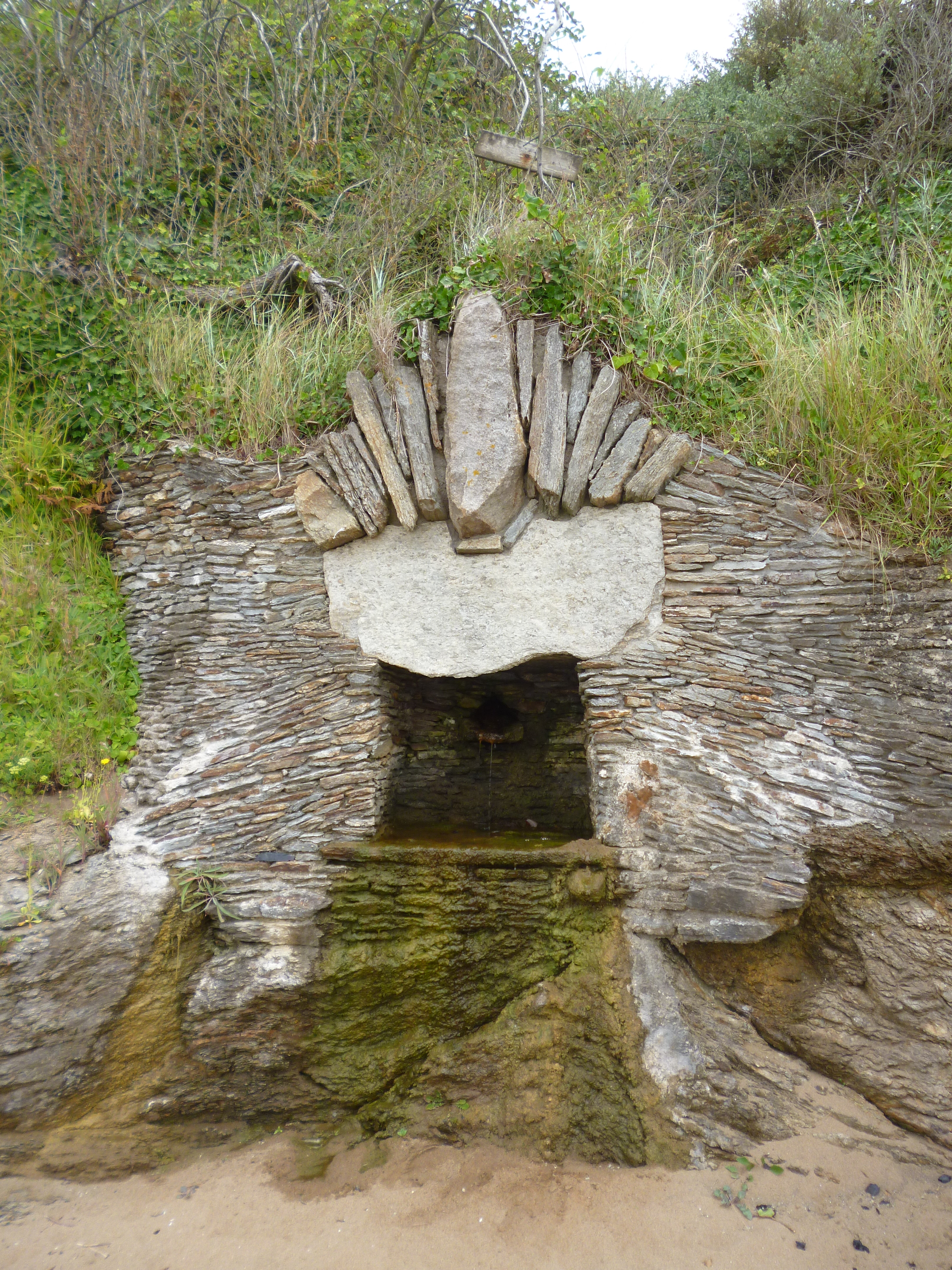
Embouchure d'un petit cours d'eau, plage de Comberge.

- Vaste étang (20 ha) des Gatineaux propice à la pêche.
- Port de Comberge, accessible uniquement à marée haute.
- Parc du Bois Roy
- Bois Tallureau
- Mairie, bâtiments administratifs

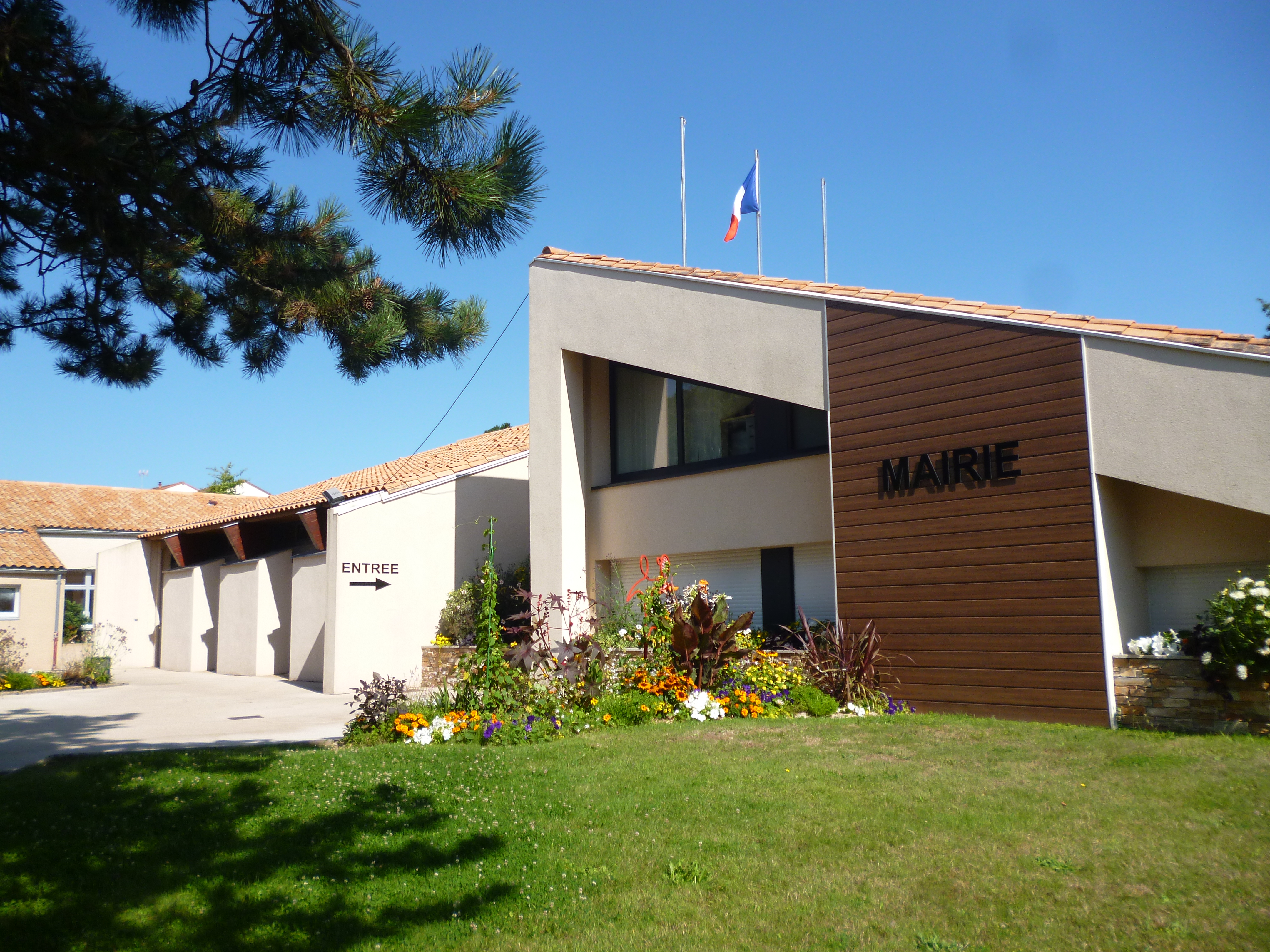
Mairie.
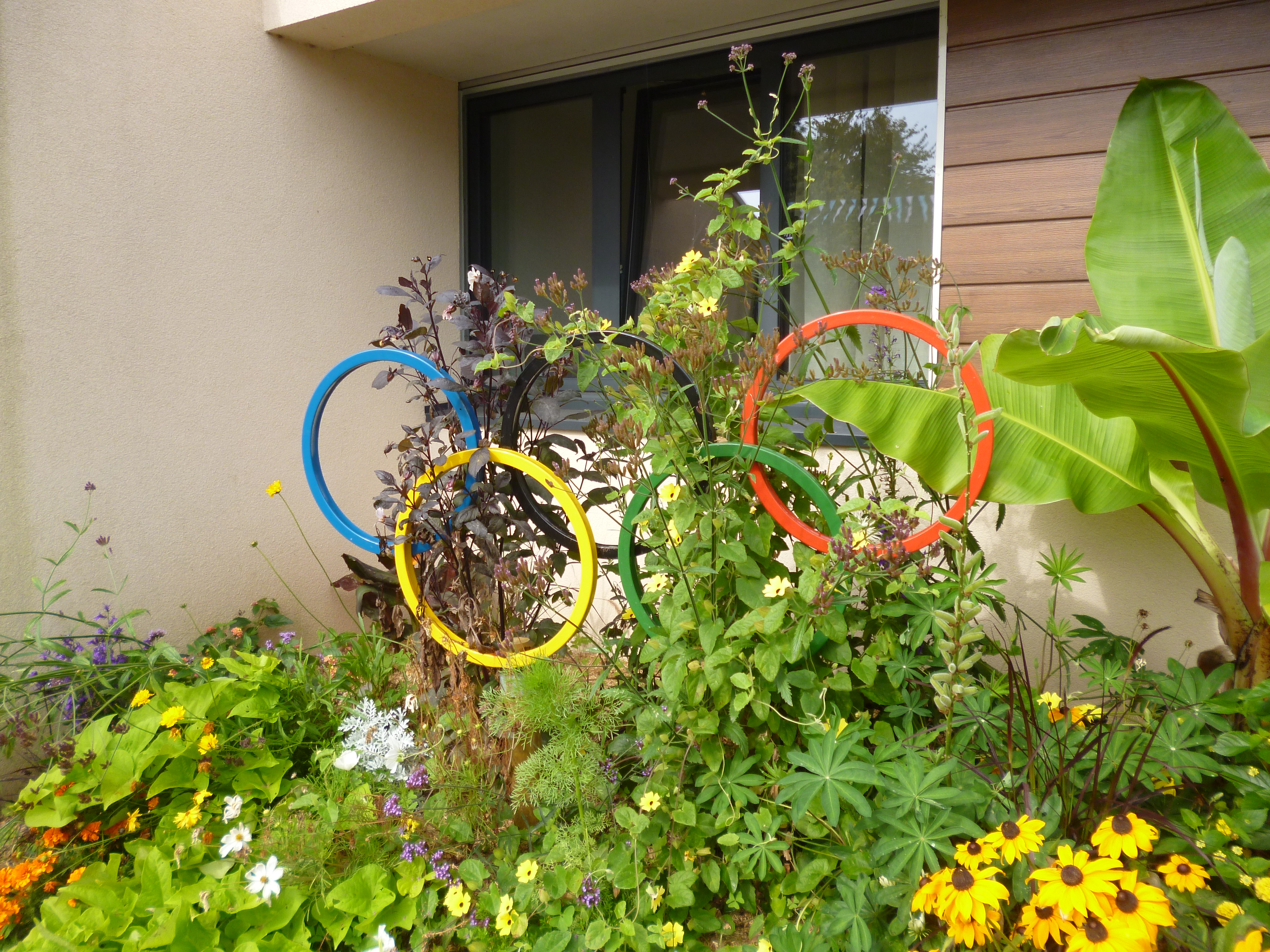
Anneaux olympiques à proximité de la mairie, pendant les Jeux Olympiques d'été de Rio 2016.
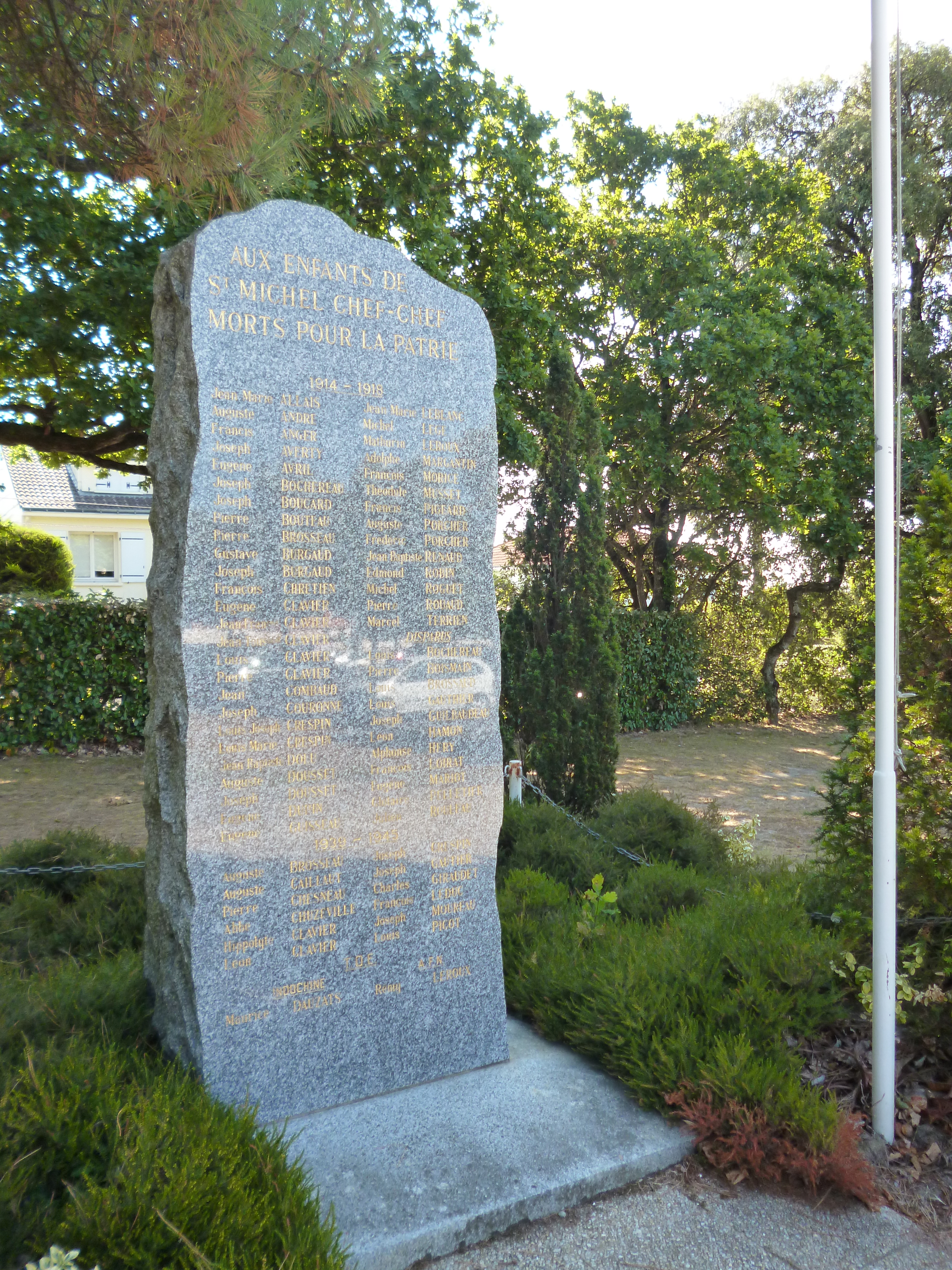
Monument aux morts.
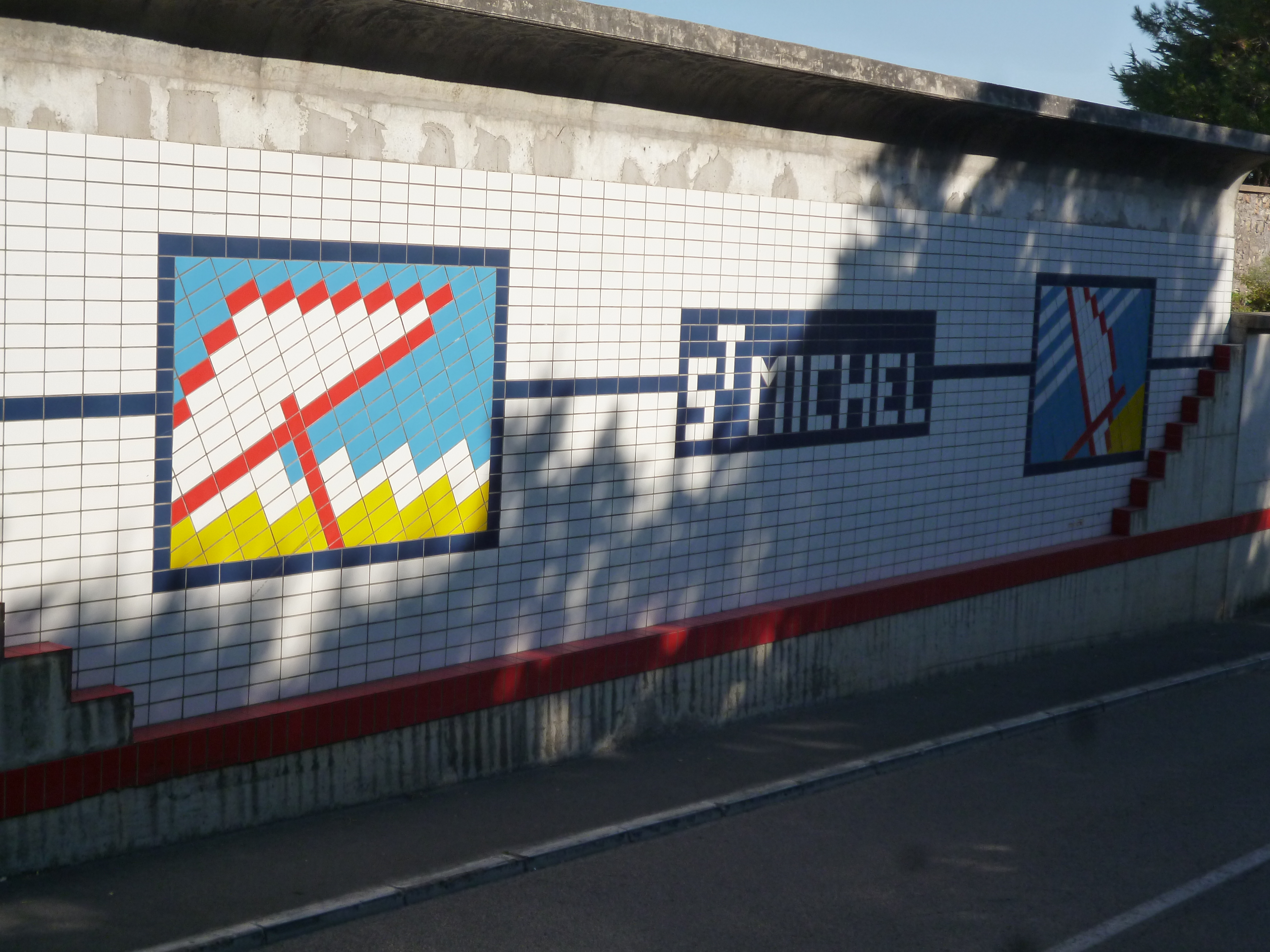
Mosaïque à l'entrée de la ville, sur la D78.
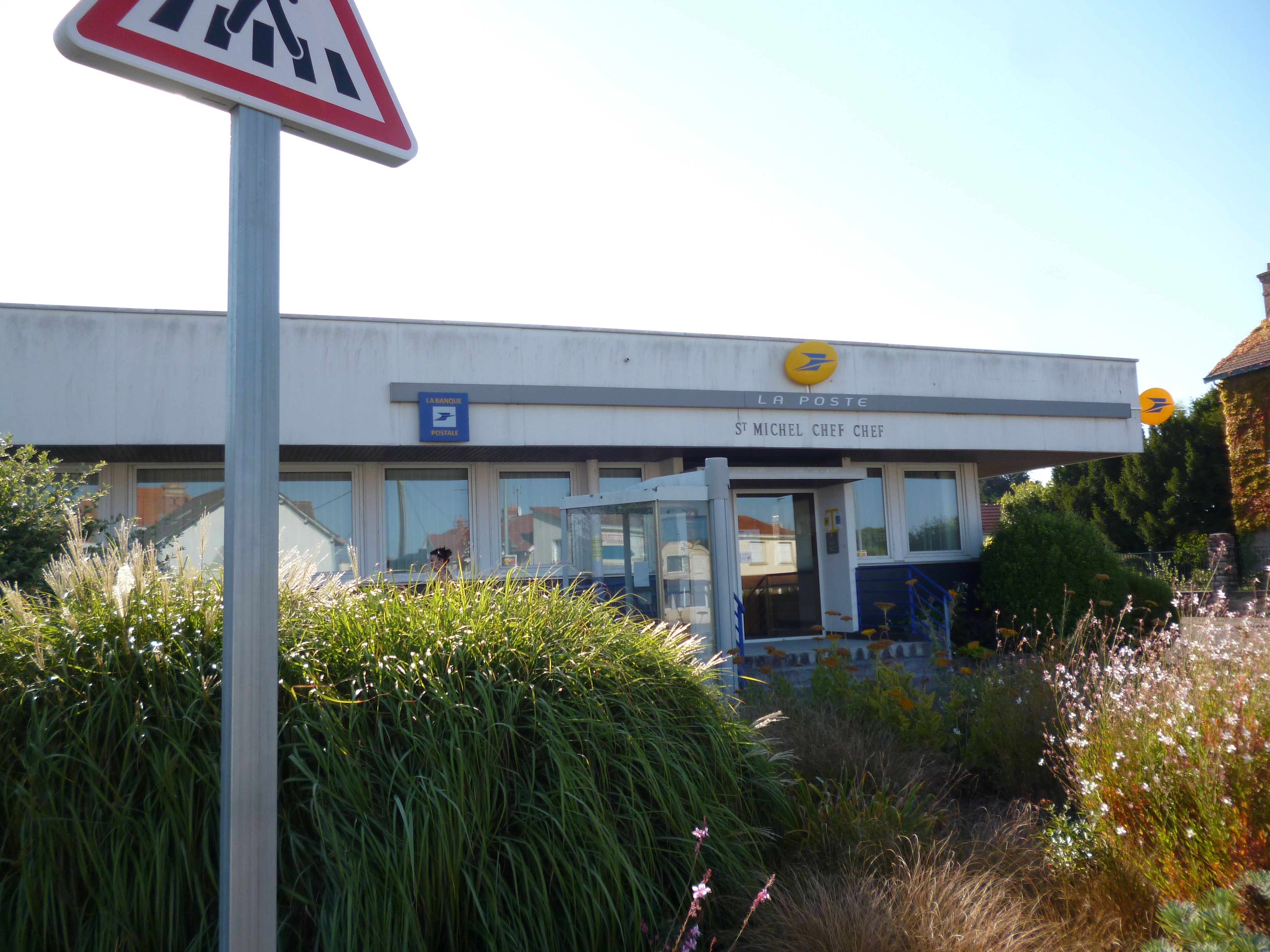
Agence postale.
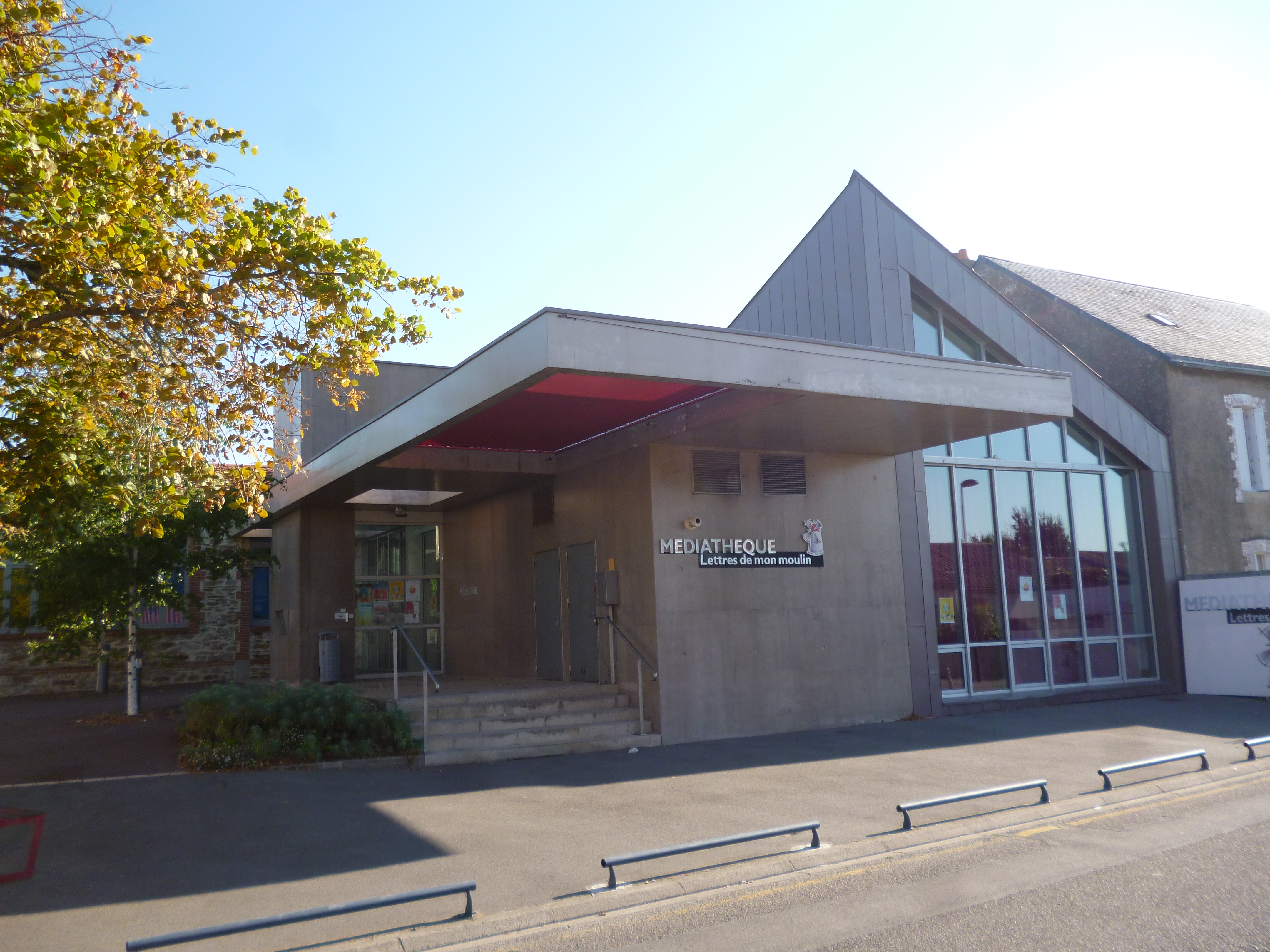
Médiathèque Lettres-de-mon-moulin.
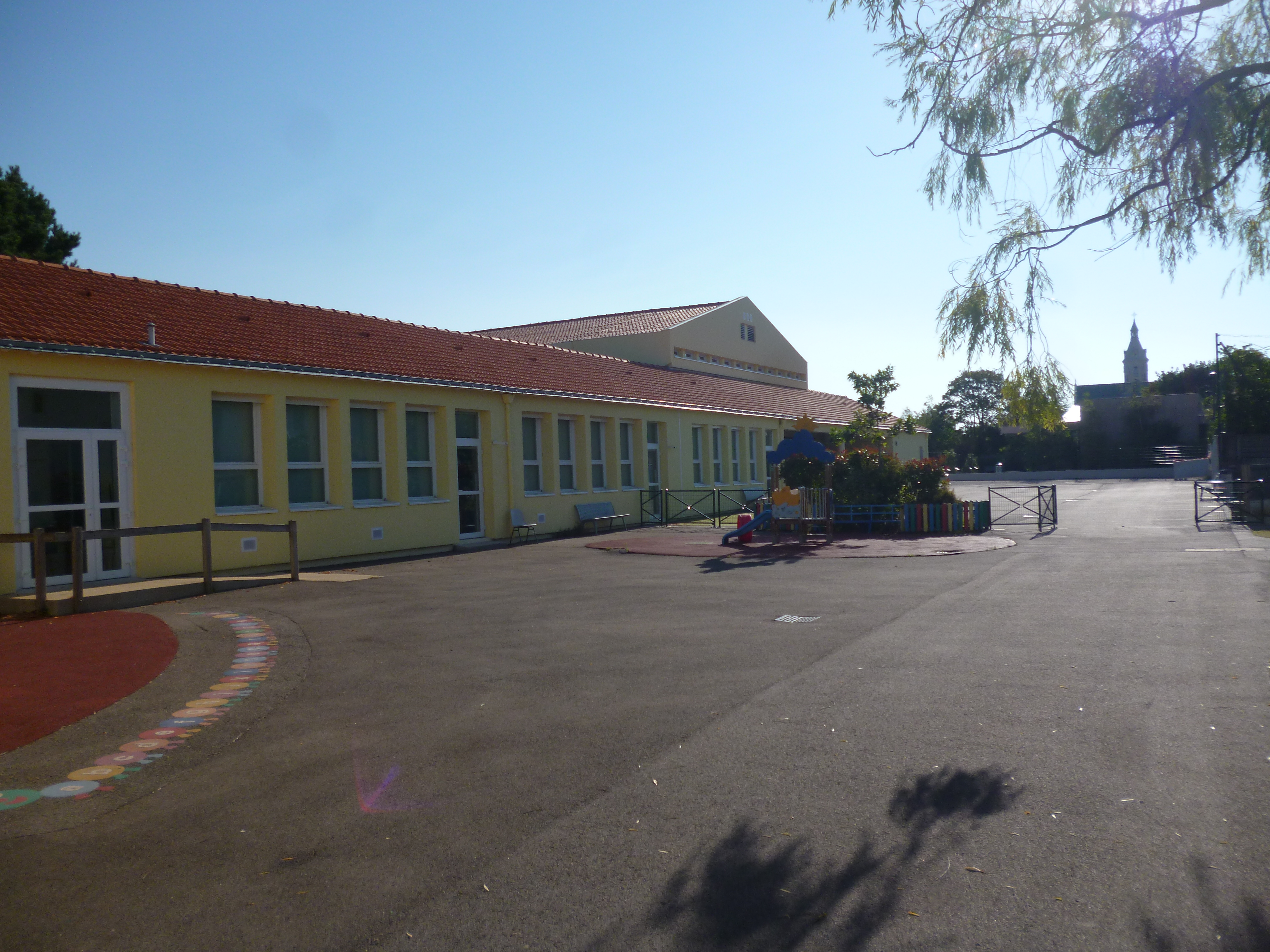
École publique de l'Horizon.
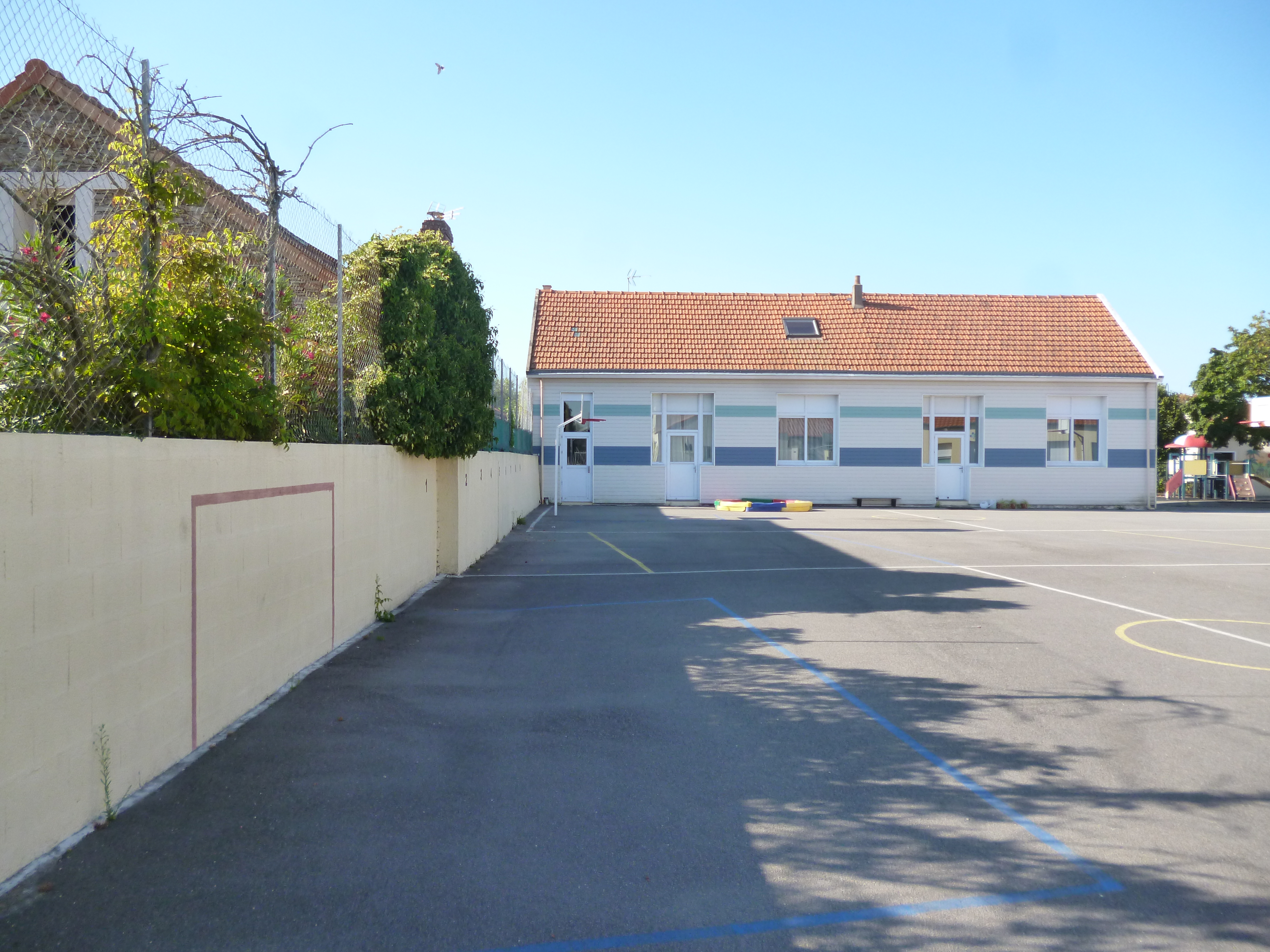
École privée Sainte-Bernadette.
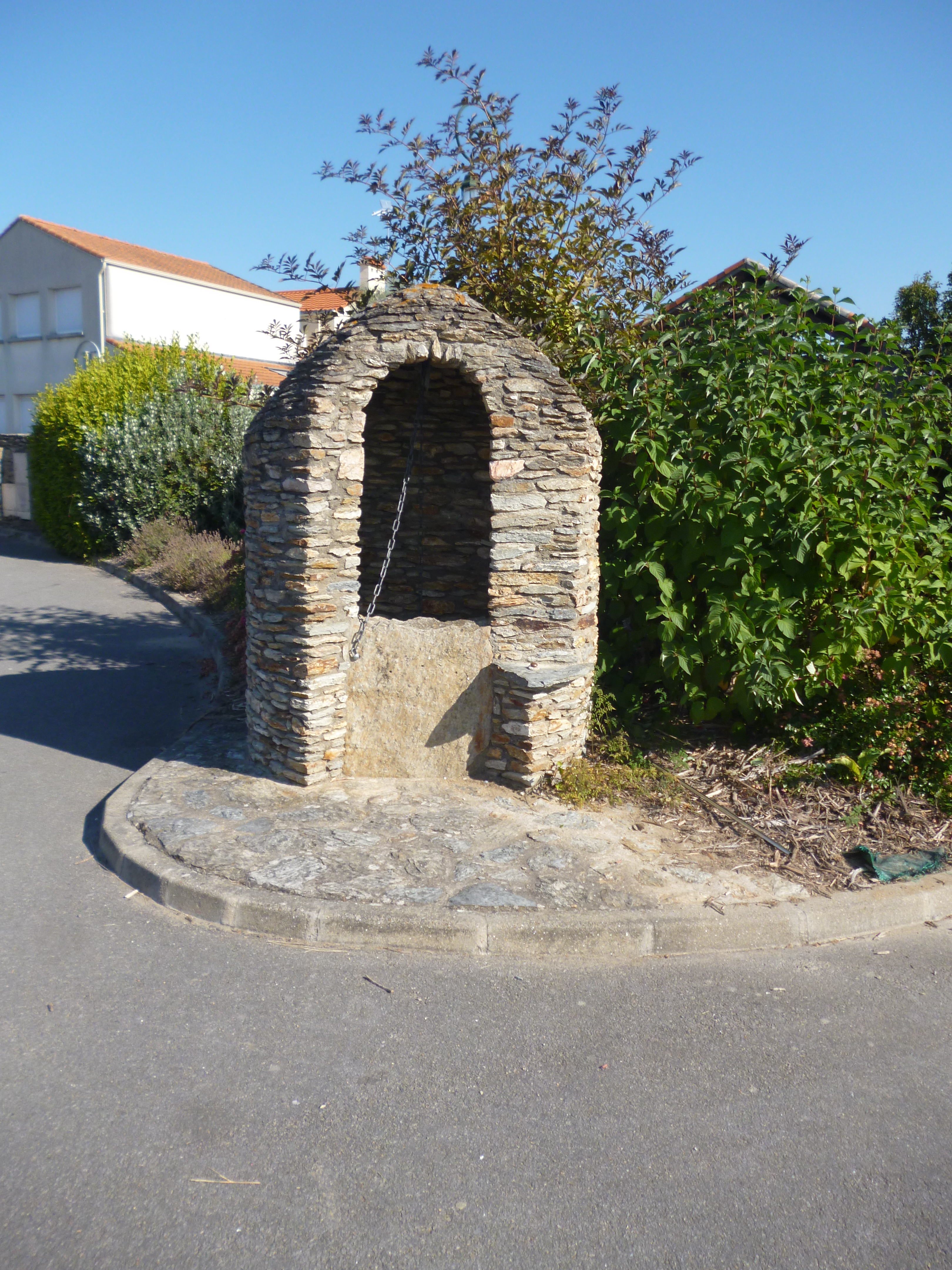
Ancien puits.
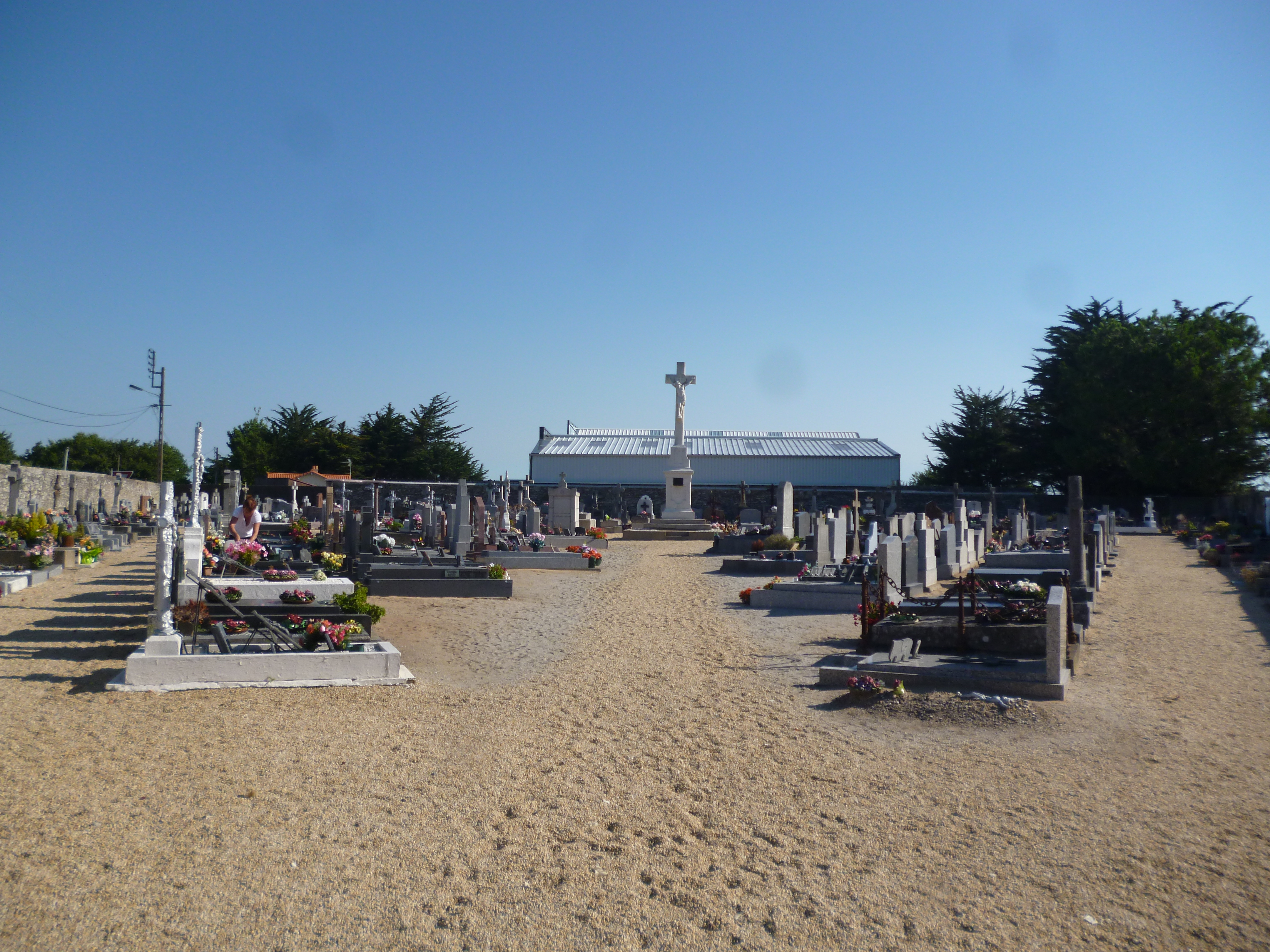
Cimetière et calvaire
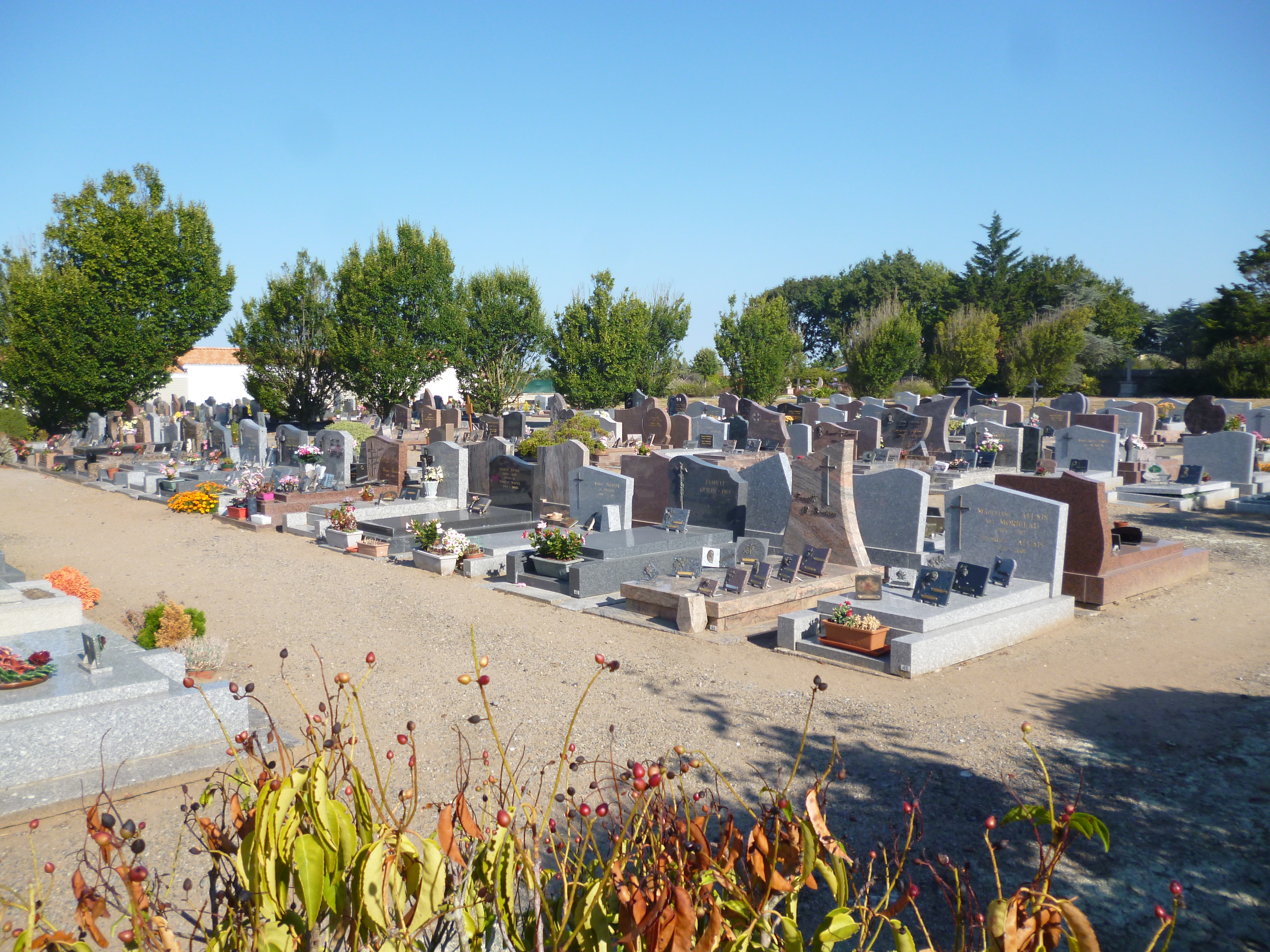
Cimetière.

### Héraldique

#### Blasonnement de Saint-Michel-Chef-Chef
| Blason | Blasonnement : De gueules semé de dix besants d'or ordonnés 4, 3, 2 et 1, au chef d'azur soutenu d'une divise aussi d'or. Commentaires : Création des commis de Vannier en 1703 pour la paroisse de Saint-Michel-du-Chevèchier (chef d'azur pour Saint-Michel et chef soutenu d'un second pour le grade de chevèchier). M. de Maupeou fit ajouter les dix besants d'or en souvenir de Malestroit (dont les armes étaient de gueules à neuf besants d'or, 3, 3 et 3.). Délibération municipale du 10 décembre 1971. |

#### Blasonnement deTharon-Plage
| Blason | Blasonnement : D'argent au sautoir de vair, chargé en cœur d'un besant d'argent bordé de gueules, cantonné de quatre étoiles de gueules. Commentaires : Armes de la famille de Michel de Michel. |

### Personnalités liées à la commune

#### Famille Michel
- Gabriel Michel (1702-1765), armateur nantais, est seigneur de Tharon à partir des années 1740 (et par ailleurs seigneur de Doulon et constructeur du château du Grand-Blottereau).
- sa fille, Henriette-Françoise Michel (1738-1794), épouse du marquis de Marbeuf, devint dame de Tharon après la mort de son père ; le 18 octobre 1772, elle est présente au baptême d'une cloche de l'église.

#### Estivants célèbres
- Pierre Roy, peintre surréaliste français (1880-1950).
- Jean L'Herminier, officier de marine (1902-1953)
- Ginette Neveu, violoniste française (1919-1949).
- René-Guy Cadou, poète français (1920-1951).
- François Girard, acteur français (1983-).